# Alšova jihočeská galerie v Hluboké nad Vltavou
Alšova jihočeská galerie v Hluboké nad Vltavou patří mezi nejvýznamnější galerie výtvarného umění v České republice. V roce 2015 spravovala více než 17 000 uměleckých děl.
Základem sbírky Alšovy jihočeské galerie byly umělecké exponáty Městského muzea v Českých Budějovicích, založeného 1877 vlasteneckým spolkem občanů města. Ty byly zprvu vystaveny v obecním domě U tří korun a od roku 1903 v nově postavené novorenesanční budově. Roku 1921 bylo muzeum převedeno do majetku a správy města České Budějovice. V roce 1953 umělecké sbírky muzea převzala nově založená Alšova jihočeská galerie v Hluboké nad Vltavou. Jejím zřizovatelem byl do roku 1990 Krajský národní výbor v Českých Budějovicích, potom do roku 2000 Ministerstvo kultury. Od roku 2001 je galerie pod správou Jihočeského kraje. V roce 1967 bylo jako součást AJG založeno Mezinárodní muzeum keramiky v Bechyni a koncem 80. let 20. století galerie získala pro výstavní účely historický Wortnerův dům v centru Českých Budějovic.

## Historie galerie

### Historie galerie do roku 1953
Původní zaměření spolku, který stál u založení sbírek, mělo sloužit vědě, umění a rozvoji průmyslu a být prostředkem k povznesení technické a estetické úrovně výrobků. Sbírky uměleckohistorického oddělení svým významem i rozsahem brzy převážily ostatní obory a proto byla roku 1899 zahájena stavba nové budovy. Roku 1919 se řízení muzea ujal František Matouš (žák K. Chytila a V. Birnbauma). V roce 1926 dostalo muzeum nabídku převzít sbírku Diecézního muzea, kterou založil kanovník Adolf Rodler v 90. letech 19. století. V té době již dosavadní prostory muzea neumožňovaly všechna díla vystavit. S příchodem Vladimíra Denksteina v roce 1932 začaly plány na vybudování přístavby, které však zmařila hospodářská krize.
Gotické umění Městského muzea bylo představeno na významné výstavě v Alšově síni Umělecké besedy v Praze roku 1935. Nová expozice muzea, otevřená roku 1937, představila vývoj umění v jižních Čechách od gotiky po barok. Následujícího roku vyšel stručný průvodce sbírkou gotického umění.
Za války byl správou muzea pověřen syn muzejního konzervátora Adalbert Wodiczka. V. Denkstein byl propuštěn, F. Matouš předčasně penzionován. V roce 1945 převzal správu muzea konzervátor SPP a předseda Klubu za staré Budějovice, malíř Adolf Träger a vznikla nová expozice. V rámci budování nových regionálních galerií byla roku 1953 zřízena jihočeská galerie, která získala většinu uměleckých předmětů a muzeu zůstaly sbírky uměleckého řemesla. Při příležitosti 40. výročí úmrtí byla pojmenována po rodáku z jižních Čech Mikoláši Alšovi, jehož malířské dílo komunistický režim vnímal ideologicky jako symbol lidovosti a považoval ho za srozumitelné pro prostý lid.

### Historie po roce 1953
Po dobu rekonstrukce jízdárny, zimní zahrady, nádvoří a stájí zámku Hluboká nad Vltavou (arch. Jaroslav Fidra ve spolupráci s Břetislavem Štormem) sídlila AJG v budově muzea. V nových prostorách, které galerie otevřela 15. dubna 1956, se základem stálé expozice stala sbírka jihočeské gotiky. Nádvoří a zimní zahrada byly určeny pro výstavy sochařských děl. Prvním ředitelem byl Bohumil Houdek, který předtím pracoval na odboru kultury Krajského národního výboru jako referent pro památky a umění. V galerii vytvořil svobodnou atmosféru a zejména v 60. letech se zasloužil o cenné akvizice moderního umění. Působili zde historikové umění Jiří Kropáček a Miloslav Krajný a restaurátoři Bohuslav Slánský a František Kotrba.
Sbírka obsahuje kolem dvou set soch, reliéfů a deskových obrazů z období gotiky. Některá díla byla představena na reprezentativních výstavách české gotiky v zahraničí (Paříž, 1957, Brusel a Rotterdam 1966, Expo Montreal, 1967 a Ósaka, 1970, Moskva a Petrohrad 1971, Krakov, 1973, Lucembursko, 1979). Největší domácí přehlídkou byla výstava Jihočeská pozdní gotika 1450-1530 (Hluboká 1965). V roce 1965 nastoupil do galerie jako kurátor moderního umění Hynek Rulíšek.
V 60. letech v galerii působili historikové umění Věra Linhartová, Jan Kříž a Ivan Neumann. Linhartová byla autorkou několika významných projektů. Výstava Umění 1900-1963 v roce 1963 proběhla, ale následující výstava Imaginativní malířství 1930-1950 (1964), připravená spolu s Františkem Šmejkalem, byla zakázána Krajským národním výborem, včetně již vytištěného katalogu. Doprovodná publikace Hlasy bez rámů, vydaná k výstavě, šla do stoupy. Linhartová po svém odchodu z galerie (1965) jako externistka napsala úvod katalogu k výstavě Hynka Rulíška Umění 1900-1968 a po okupaci emigrovala do Francie.
Na počátku normalizace byl v roce 1970 odvolán první ředitel galerie Bohumil Houdek a na jeho místo jmenován nejprve akademický malíř Bořivoj Lauda (ředitelem 1970-1986) a po něm Miloslav Kounek. Stálá expozice byla rozdělena na část věnovanou gotickému umění a galerii obrazů flámského a holandského malířství 17. století.
Po dobu normalizace opět převážila ideologická hlediska a za moderní bylo prohlášeno umění stranící revolučnímu společenskému pokroku, tedy socialistický realismus. Předchozí akviziční politika galerie byla označena jako kosmopolitní, preferující umění poplatné úpadkovým filosofickým a uměleckým směrům měšťácké kultury. V 70. a 80. letech se galerie věnovala řadě kulturně-výchovných aktivit pro mládež, pro Lidové školy umění a Dům kultury ROH, které organizovali pracovníci edukačního oddělení Otto Bílek a Irena Krejcarová. AJG využívala k výstavám další prostory v Českých Budějovicích (Dům kultury, Muzeum dělnického revolučního hnutí) a také klášter ve Vyšším Brodě, kde byla od roku 1962 instalována sbírka evropského umění 17. a 18. století. Jako kurátor starého umění v galerii pracoval Hynek Rulíšek. Ivana Neumanna ve sbírce moderního umění od roku 1977 nahradil Vlastimil Tetiva, který se zaměřil na současné umělce a mladou generaci tvůrců (Rittstein, Ouhel, Sozanský, Tvrdohlaví).

### Historie od roku 1990
V roce 1990 byl novým ředitelem galerie jmenován Hynek Rulíšek. Již v roce 1990 kurátor Vlastimil Tetiva představil sbírky AJG na výstavě mapující české moderní umění 20. století, kde byli zastoupeni do té doby zakázaní autoři. V roce 1992 poskytla galerie ze svého bechyňského depositáře původní sádrový model Myslbekovy sochy Jana Valeriána Jirsíka za účelem obnovy Jirsíkova pomníku před českobudějovickou katedrálou. Sádrový model byl zrestaurován Jiřím Kačerem a podle něj byla odlita kopie původní sochy, která se tak po 54 letech vrátila do českobudějovického veřejného prostoru. Galerie také nadále připravovala souborné výstavy moderního a poválečného umění provázené obsáhlými publikacemi v letech 2003, 2006 a 2007.
Gotická sbírka byla vystavována jako Umění 14.-16. století do roku 1963, nové instalace proběhly v letech 1963, 1979 a 2008. V dubnu 2016 otevřela galerie novou stálou expozici s názvem Meziprůzkumy, ve které je staré i nové umění vystaveno v jediné expozici.

### Pohled do expozice

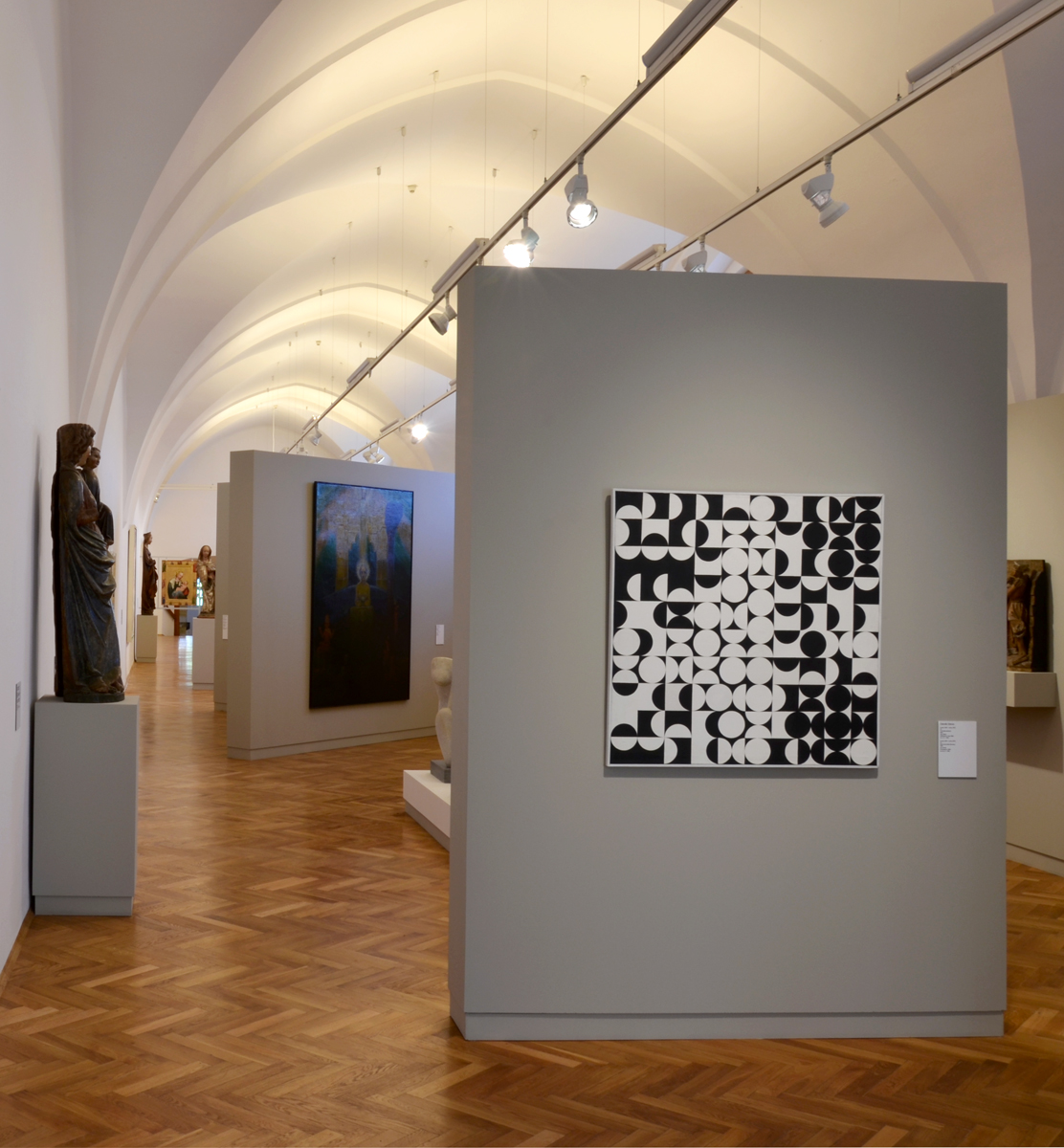
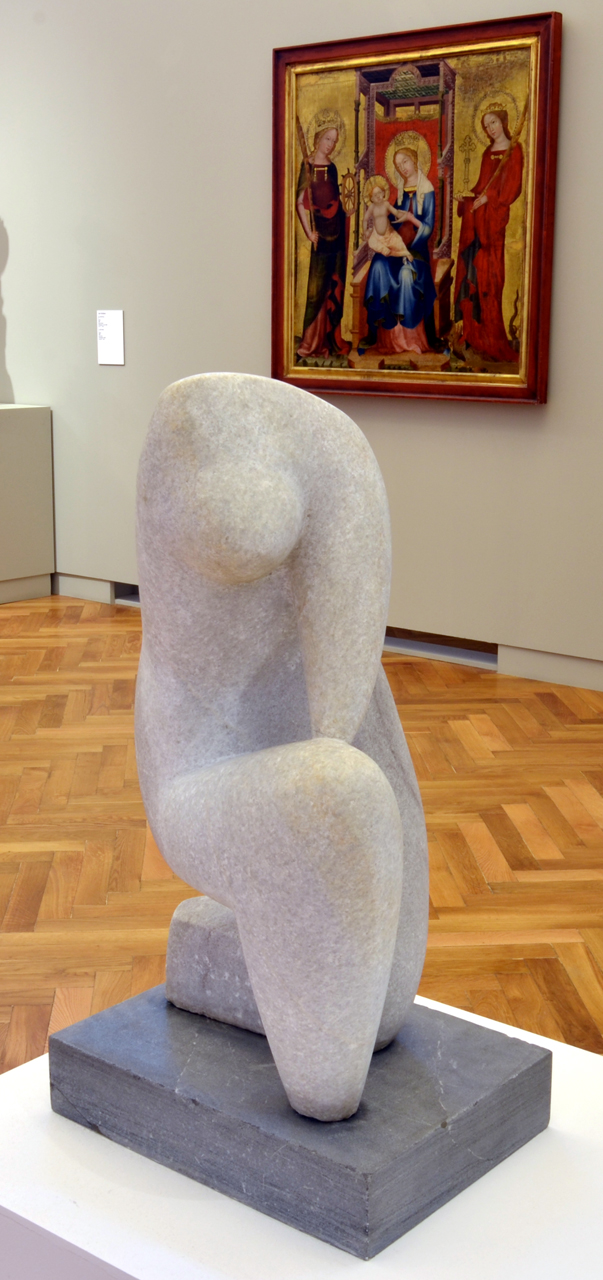
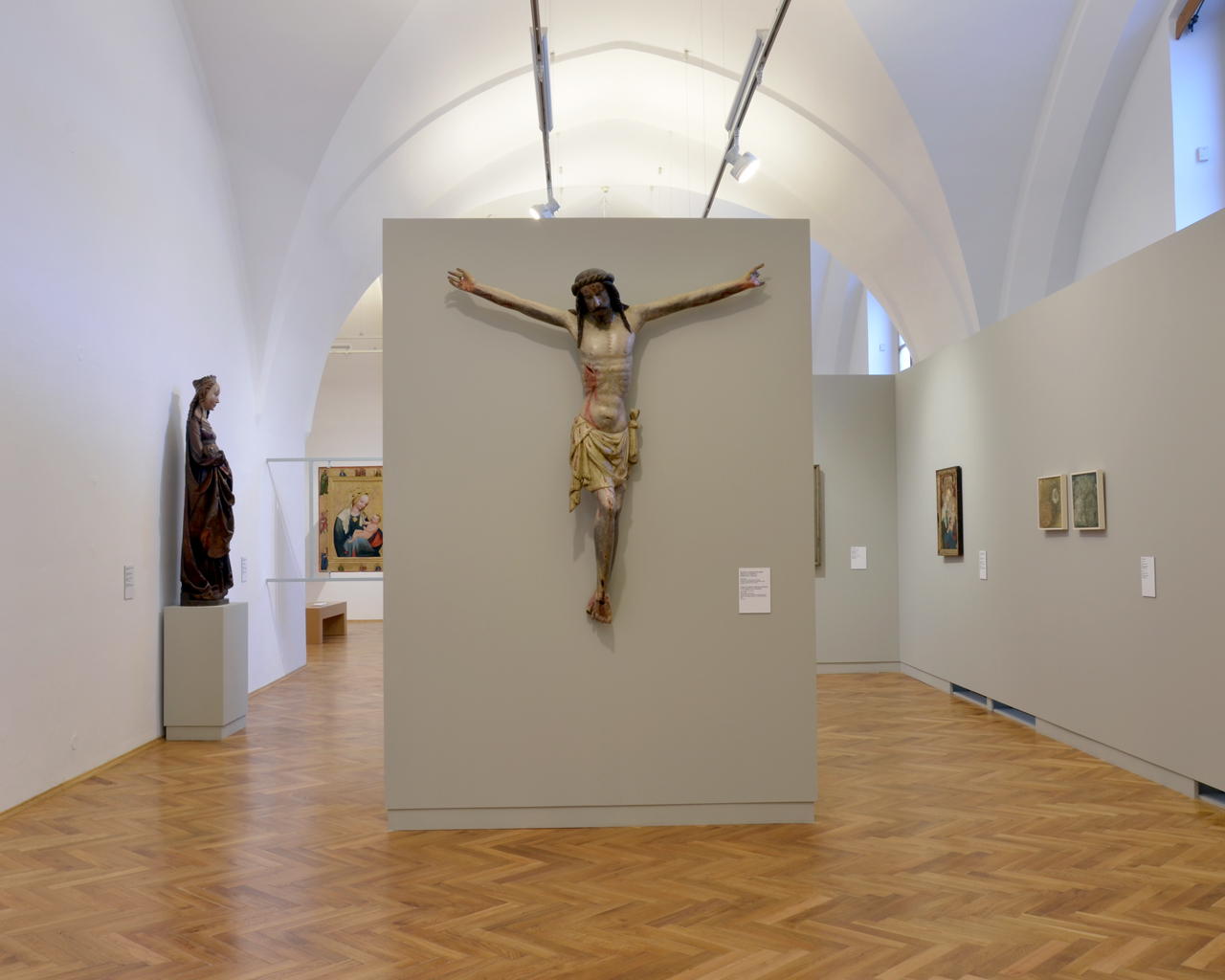
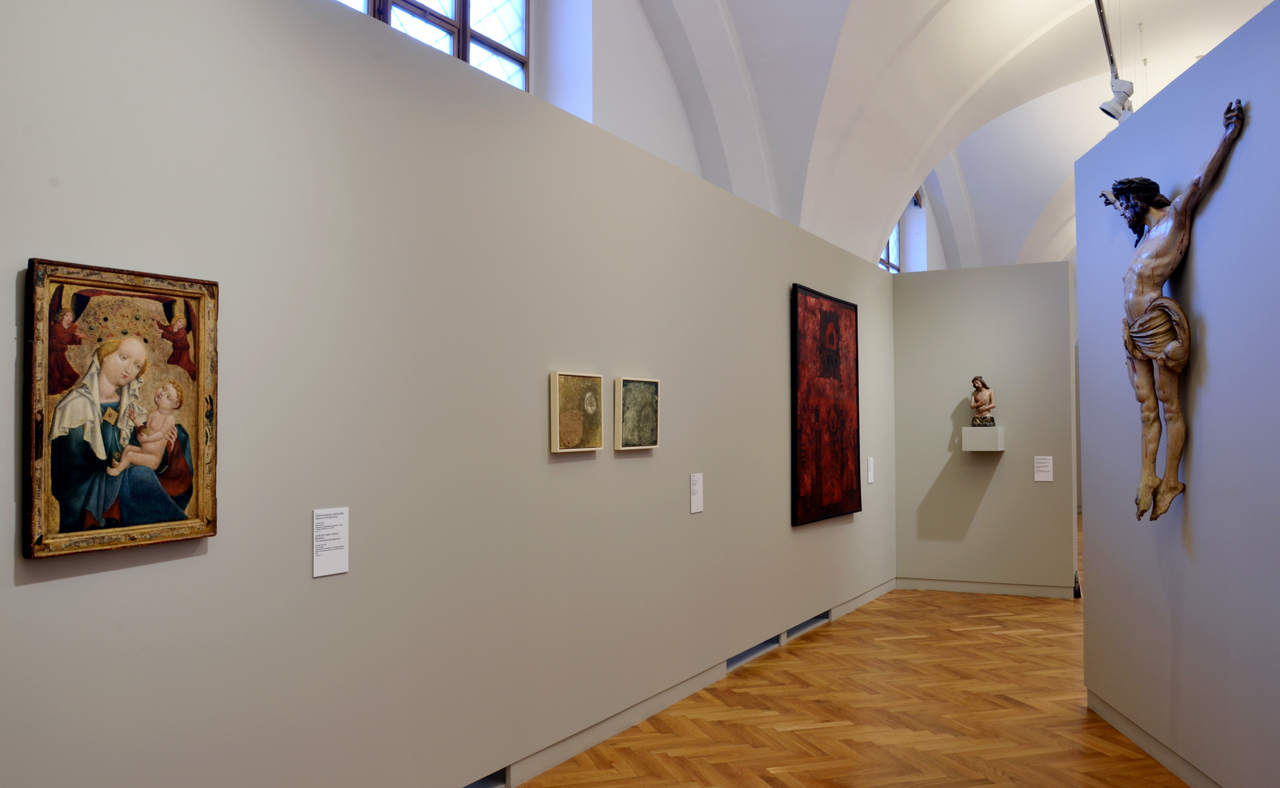
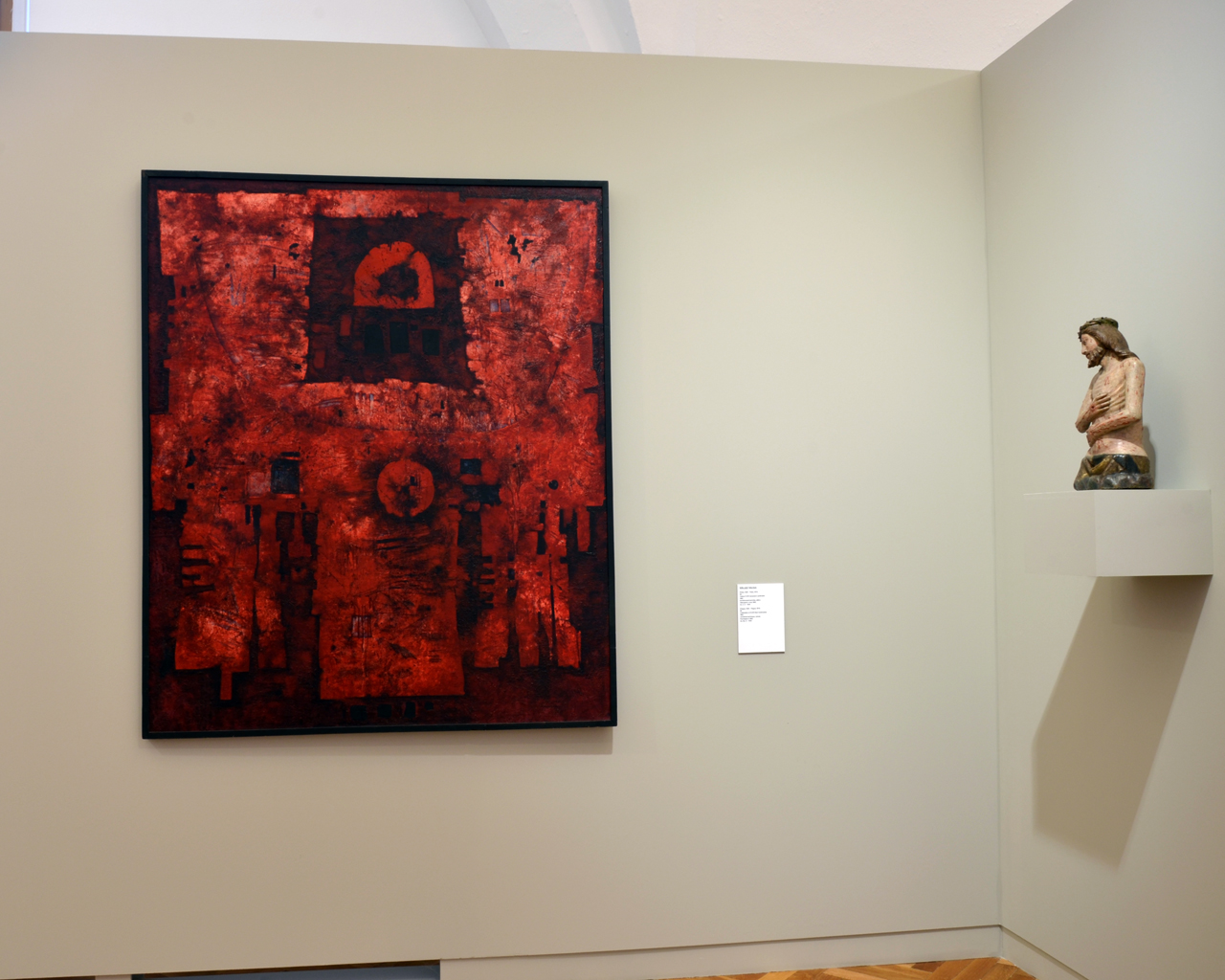
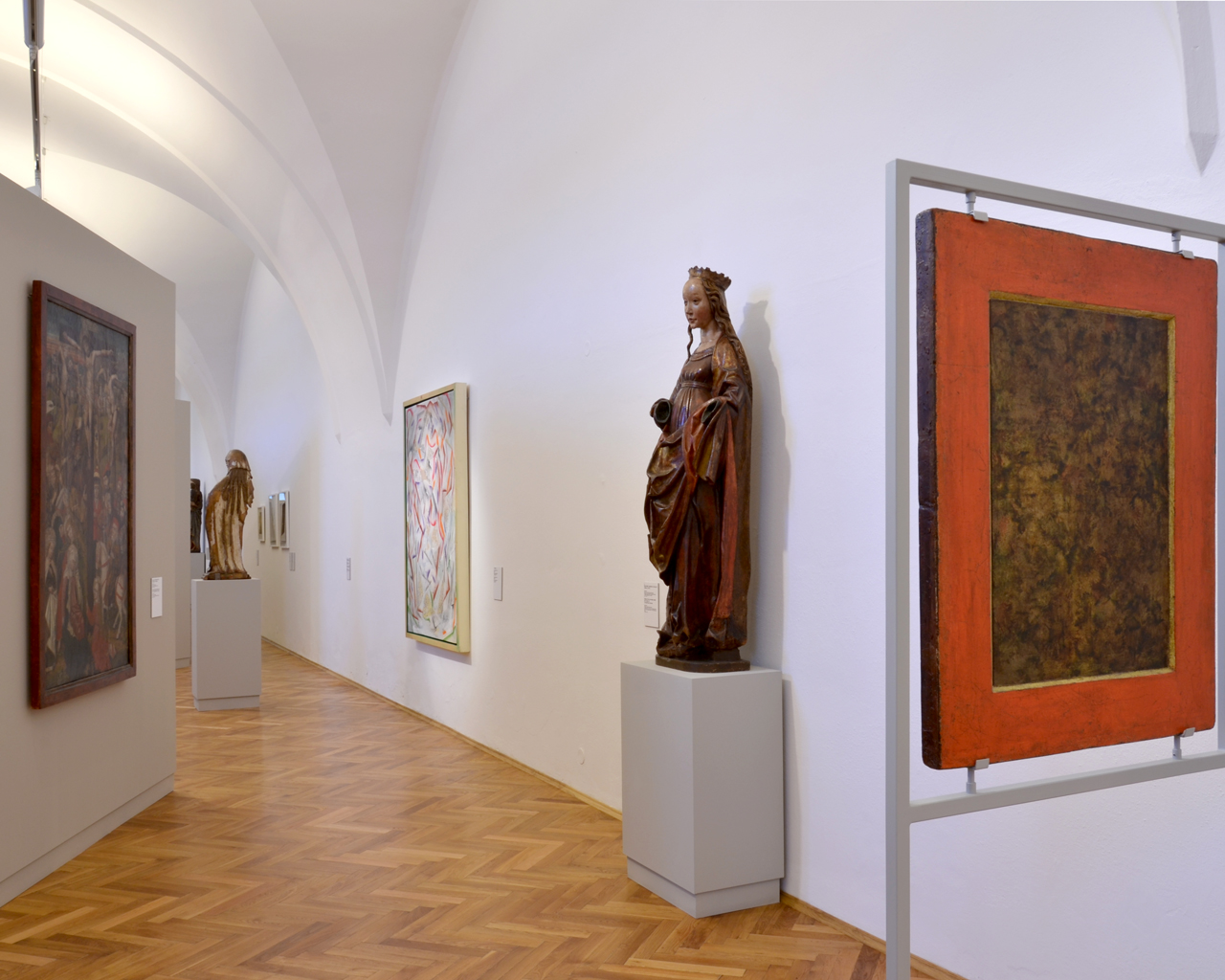
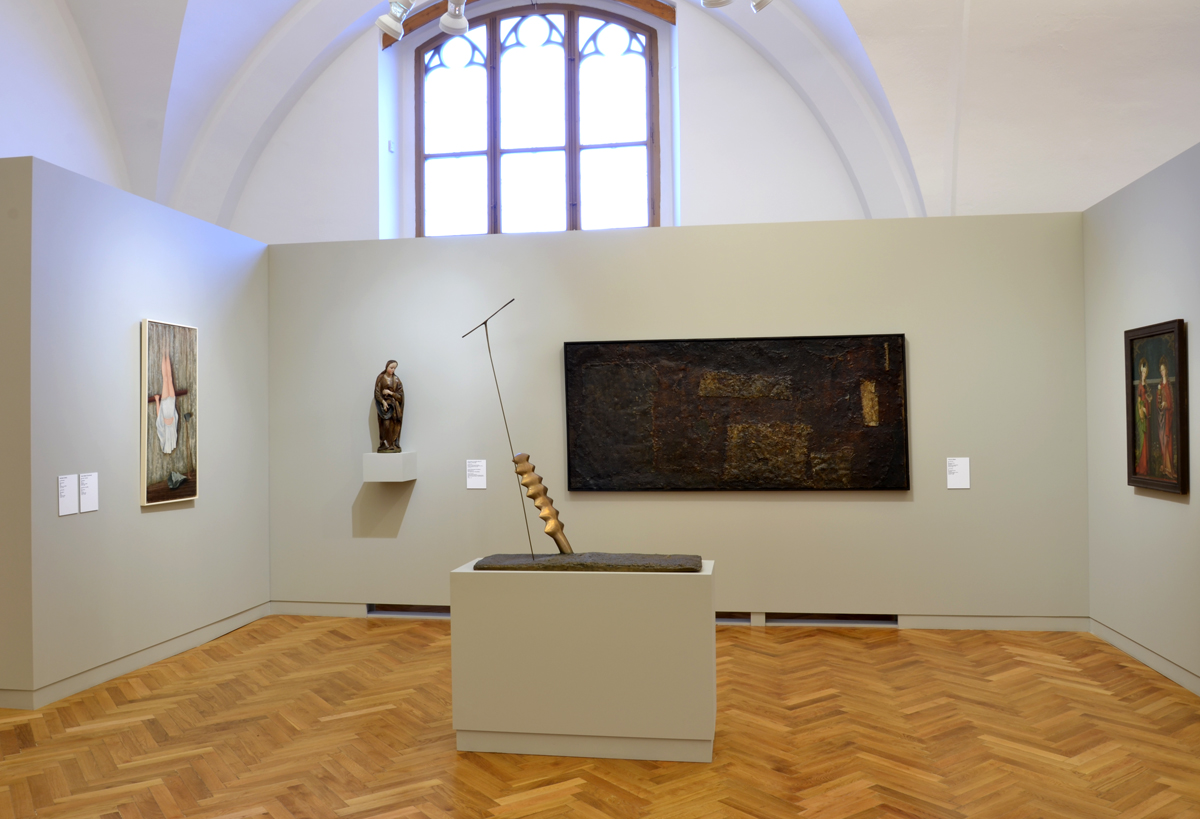
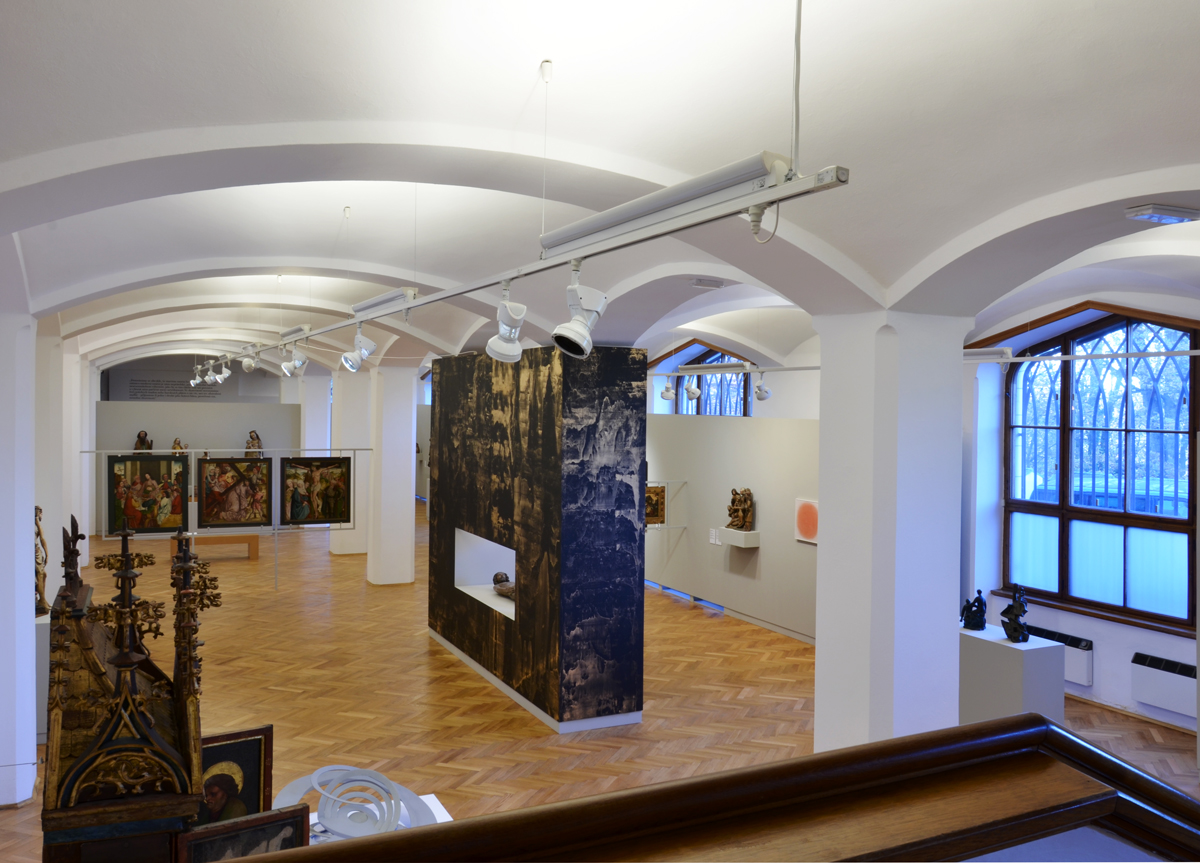
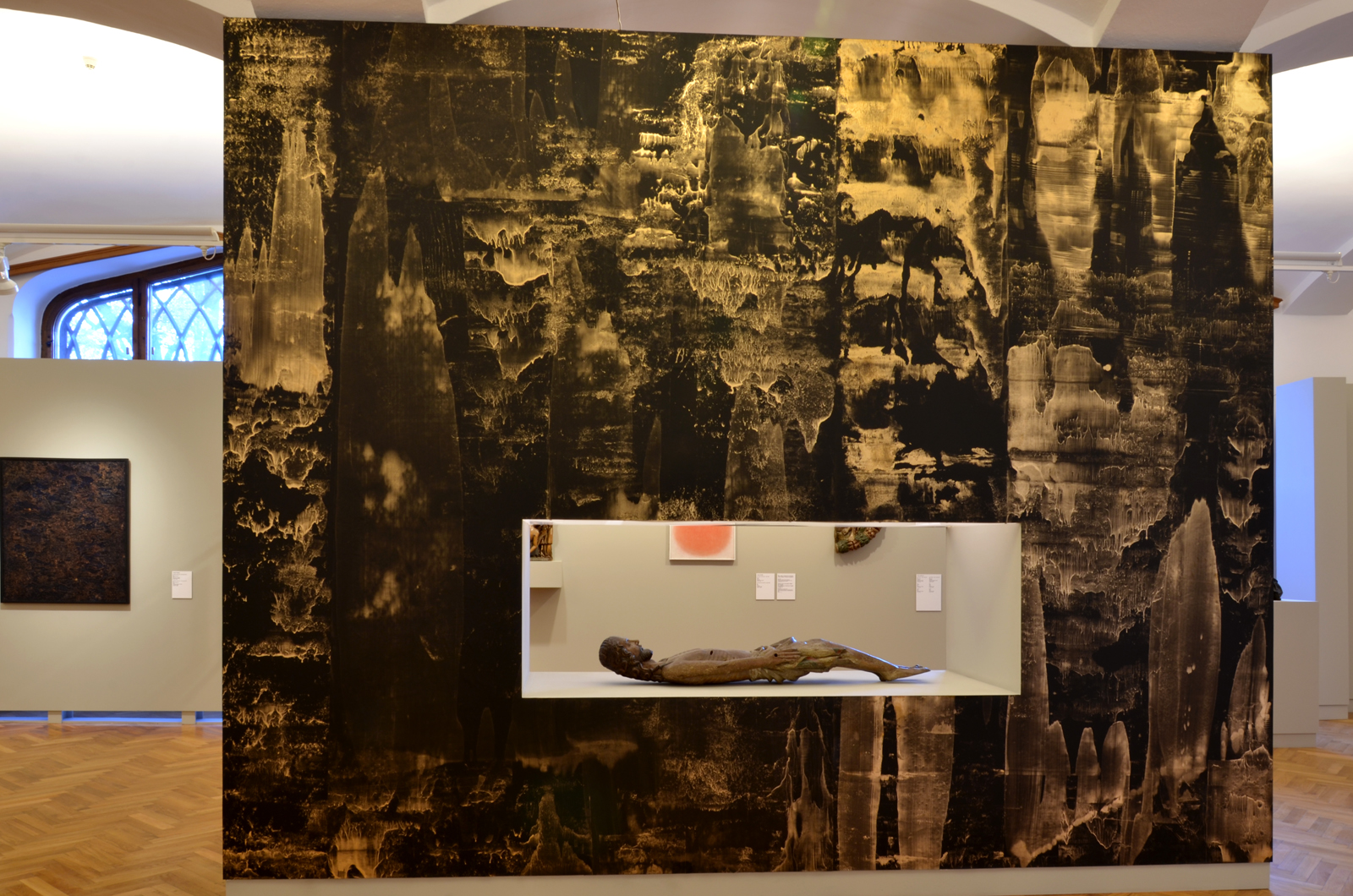
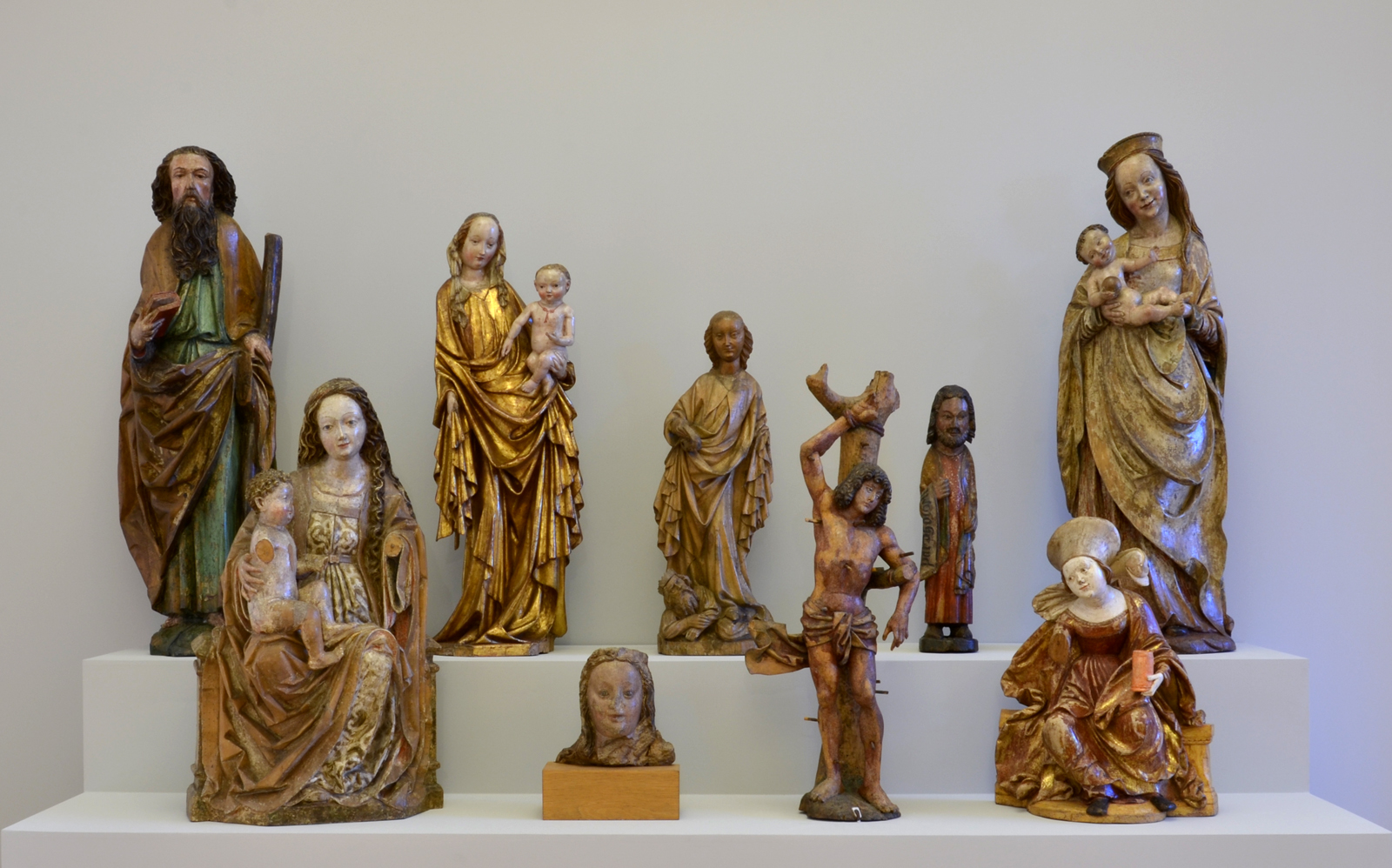
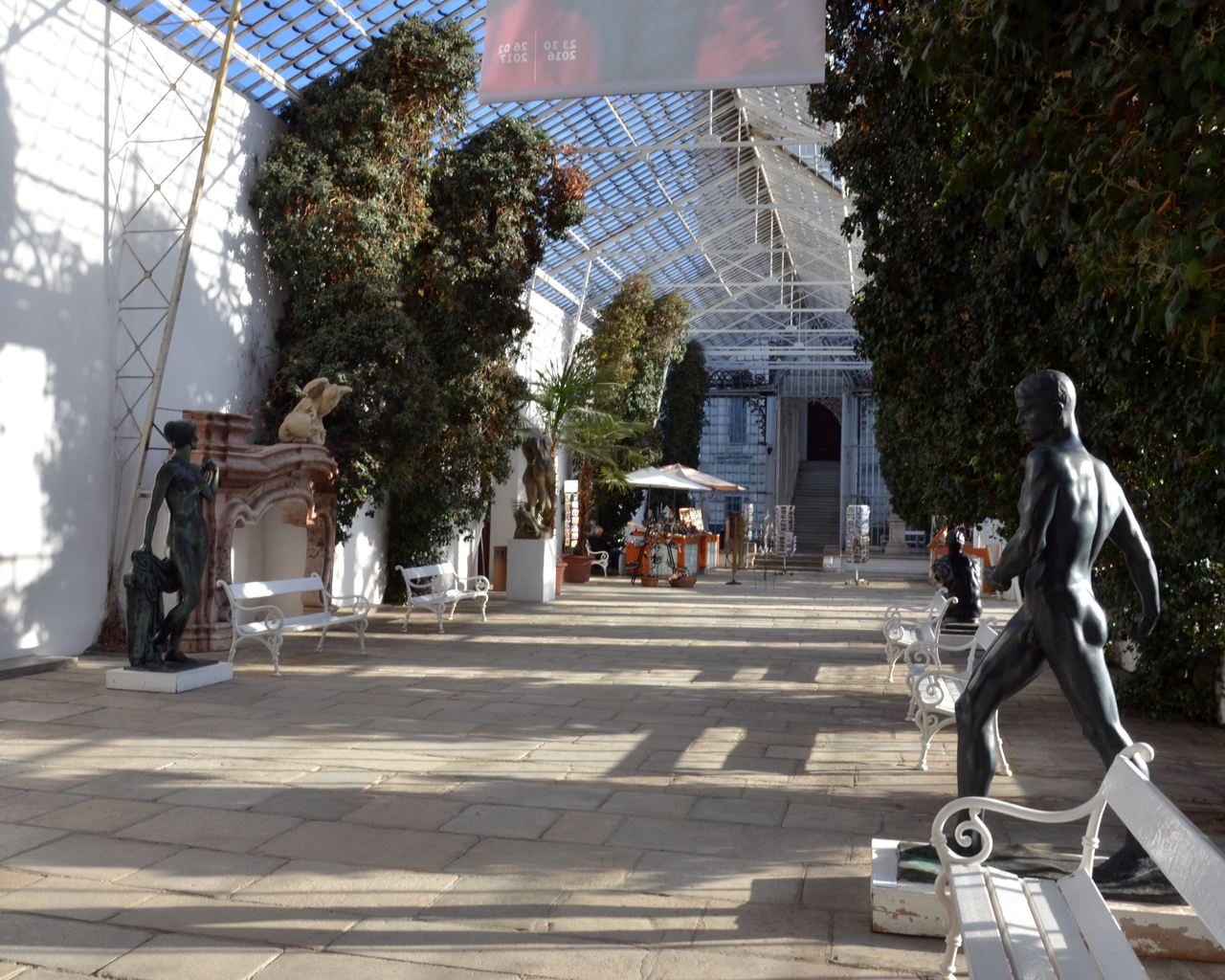
zimní zahrada s expozicí soch
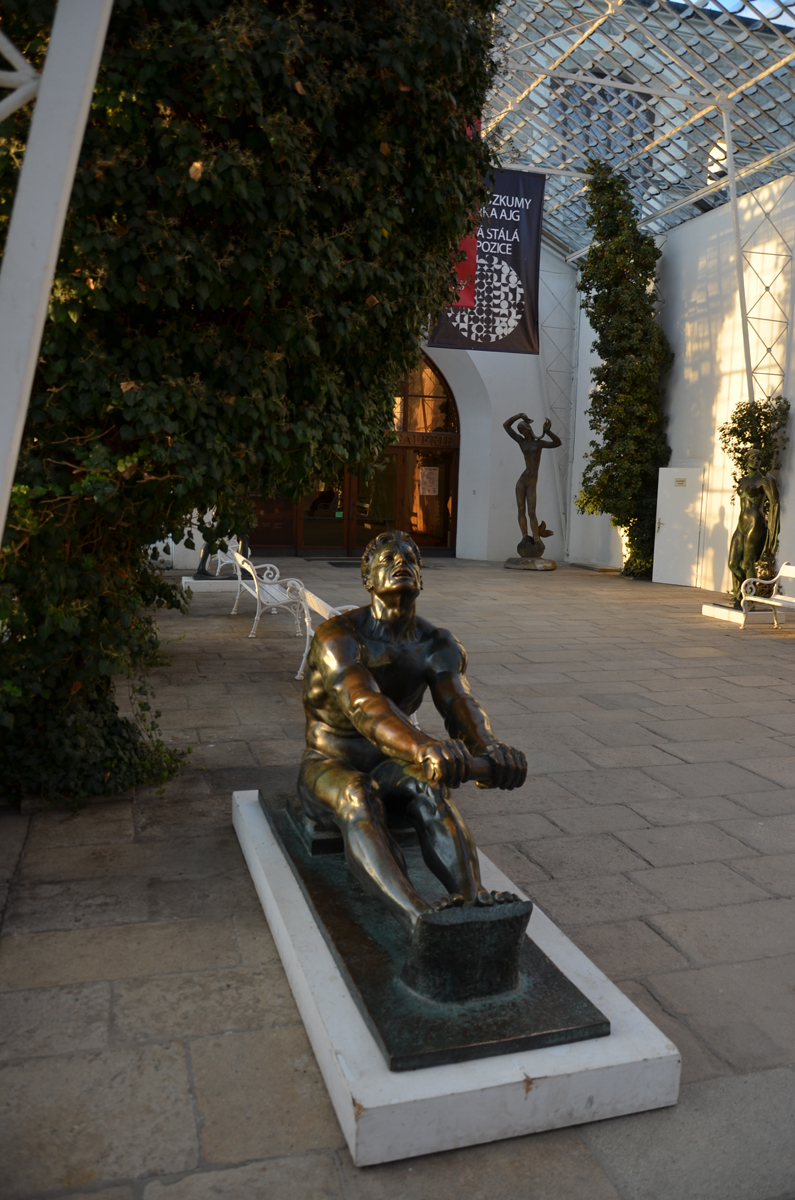
zimní zahrada s expozicí soch

## Historie sbírek

### Jihočeská gotika
Již před vznikem Československé republiky získalo muzeum některá významná díla gotického umění (Madona svatotrojická, Oltářní křídla z Doudleb, budějovické Klanění tří králů, aj.). Po roce 1918 se zasloužil o některé významné akvizice František Matouš (Světice z Dolní Vltavice). Jiná díla byla získána z místních výstav starožitností (Madona Schimetschkova). Sbírka Diecézního muzea, kterou Městské muzeum převzalo roku 1926, obsahovala taková významná díla, jako např. Adorace Páně z Českých Budějovic nebo sochu sv. Kateřiny z Boletic. Ve 30. letech se sbírka rozrostla o další nákupy děl (Kristus z Božího hrobu, Madona z Kamenného újezdu) a také o zápůjčky (Oltářní desky z Trhových Svin). Krátce po roce 1945 se podařilo získat do sbírek např. sochu Archanděla Gabriela z Nedvědic.
Po přestěhování galerie do Hluboké nad Vltavou se během následujících let podařilo rozšířit nákupy a výpůjčkami soubor významných děl gotické sbírky o taková díla, jako Pieta z Všeměřic, Madona z Rudolfova, Oplakávání Krista z Korkusovy hutě. Veškerá díla byla postupně restaurována a některá zachráněna před zkázou na poslední chvíli.

#### Významná díla (výběr)
- Madona z Rudolfova, Madona mezi sv. Kateřinou a sv. Markétou (Zlatokorunská deska), Adorace Páně z Hluboké, Ukřižovaný z Třeboně, Světice z Dolní Vltavice, Svatá Kateřina z Boletic, Madona svatotrojická, Pieta z Všeměřic, Doudlebská archa, Archanděl Gabriel z Nedvědic, Svatá Trojice z Českých Budějovic, Klanění tří králů z Českých Budějovic, Světice z Homol

#### Obrazy

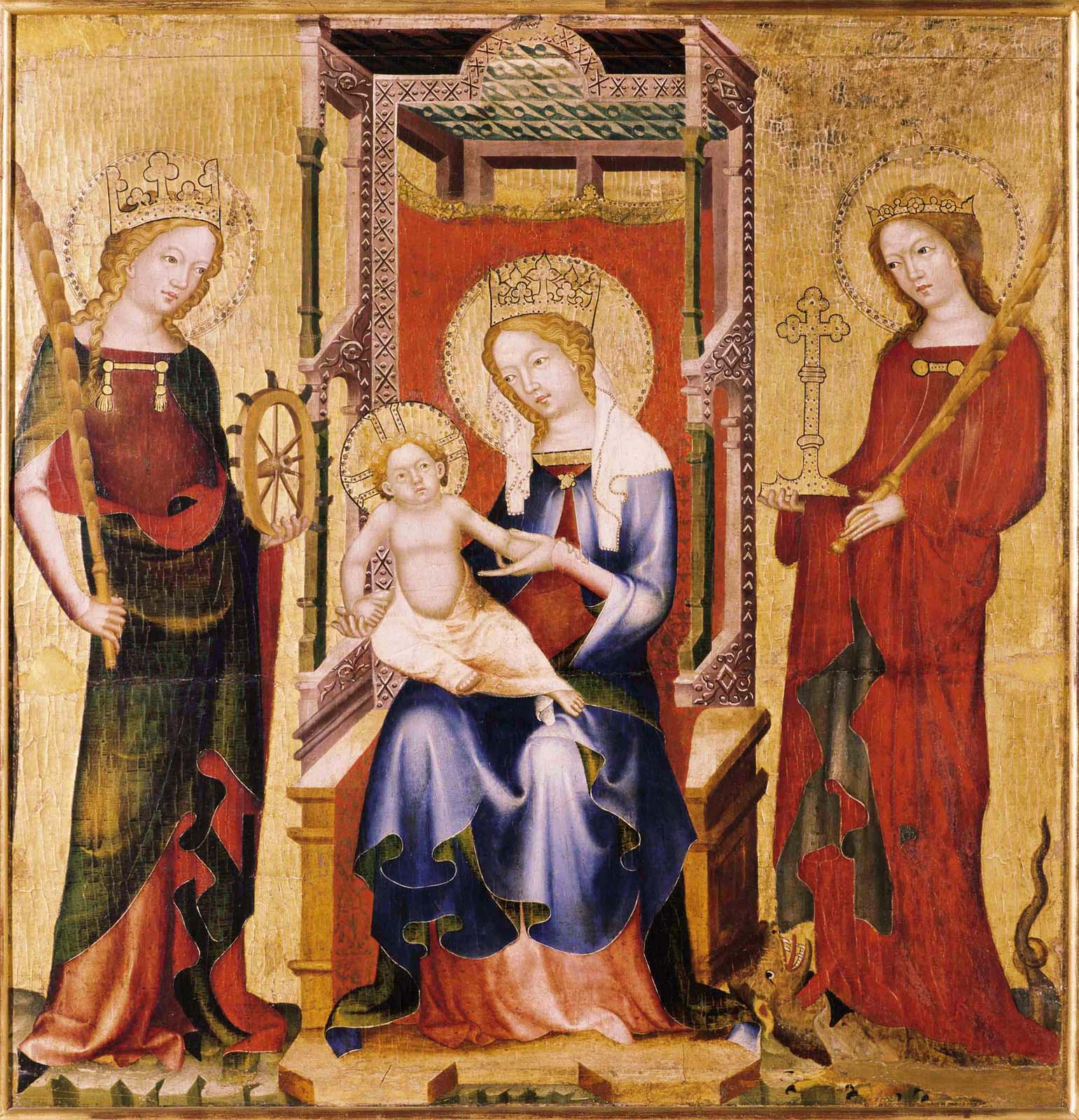
Madona mezi sv. Kateřinou a sv. Markétou (c. 1360)
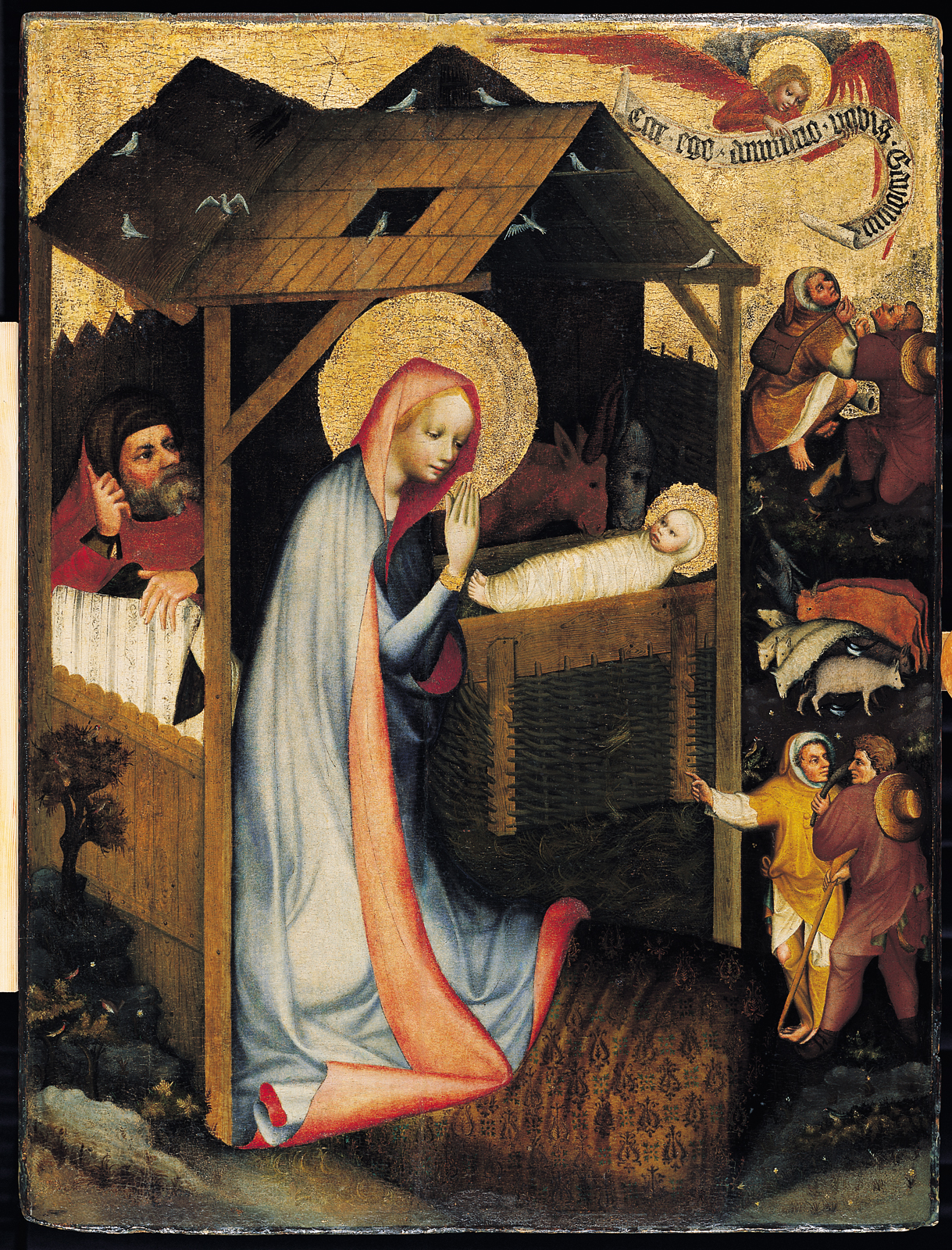
Adorace Páně z Hluboké nad Vltavou (1380)
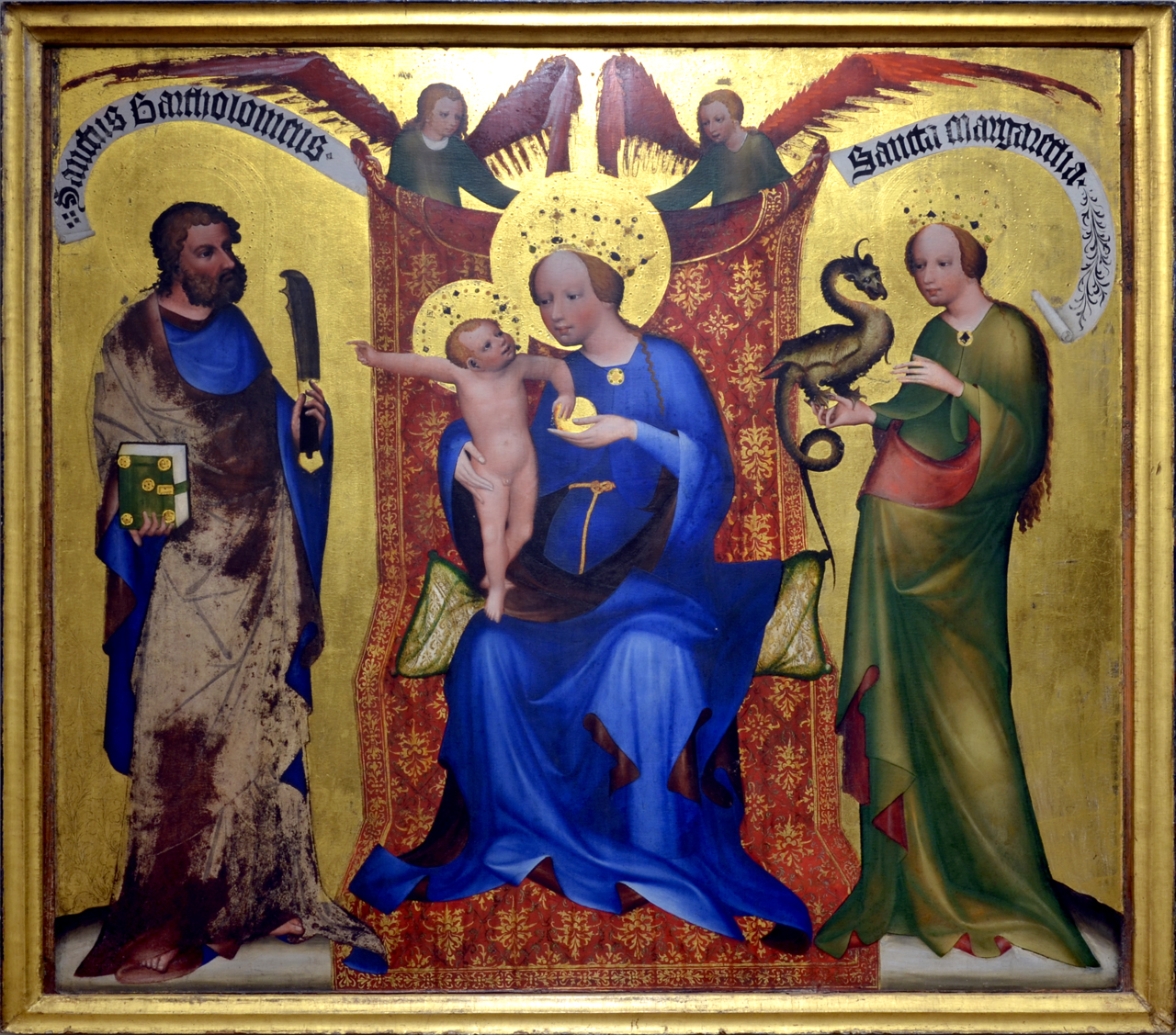
Madona mezi sv. Bartolomějem a sv. Markétou (c. 1390)
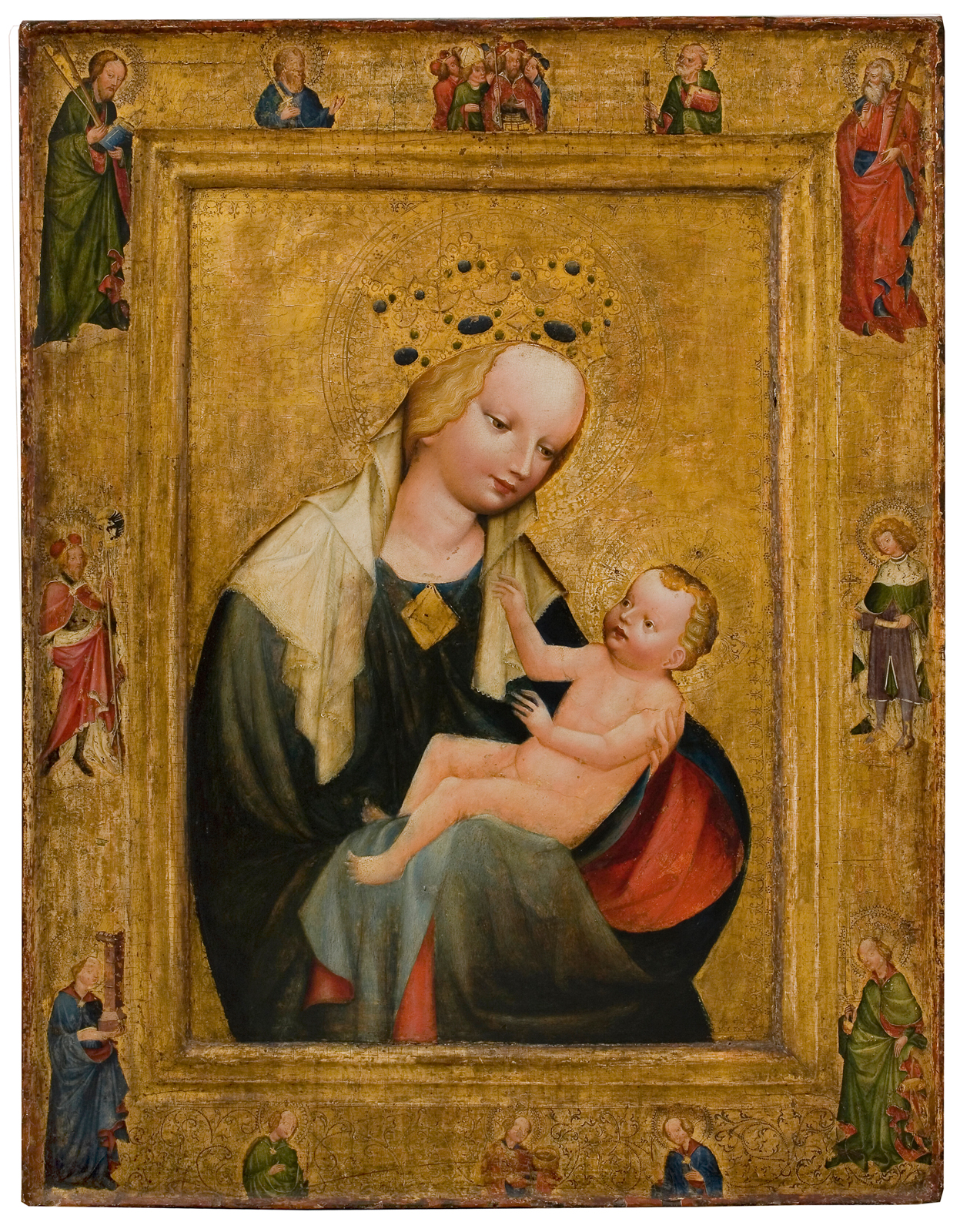
Madona svatotrojická (1440)
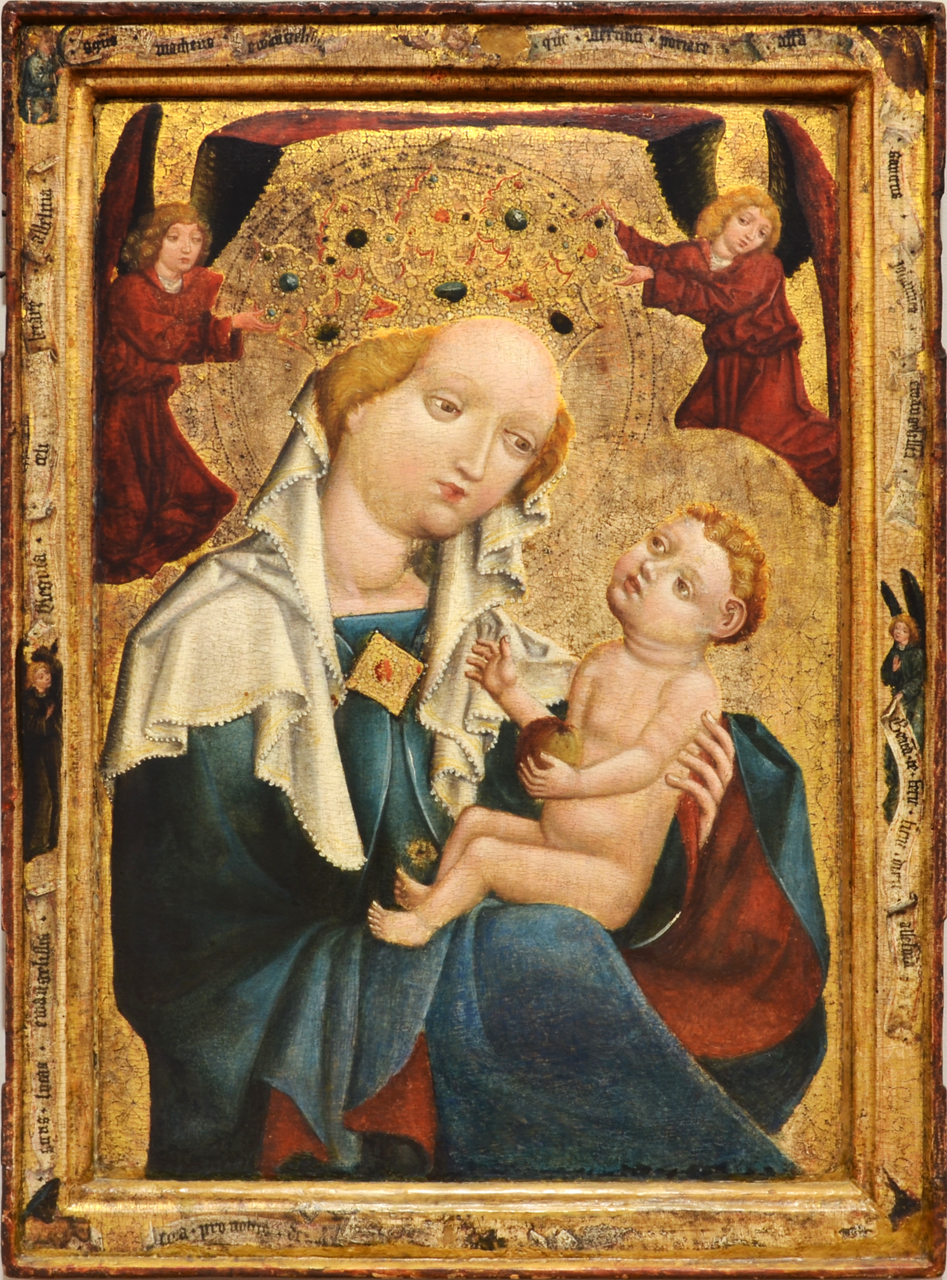
Madona Schimetschkova (1450-1460)
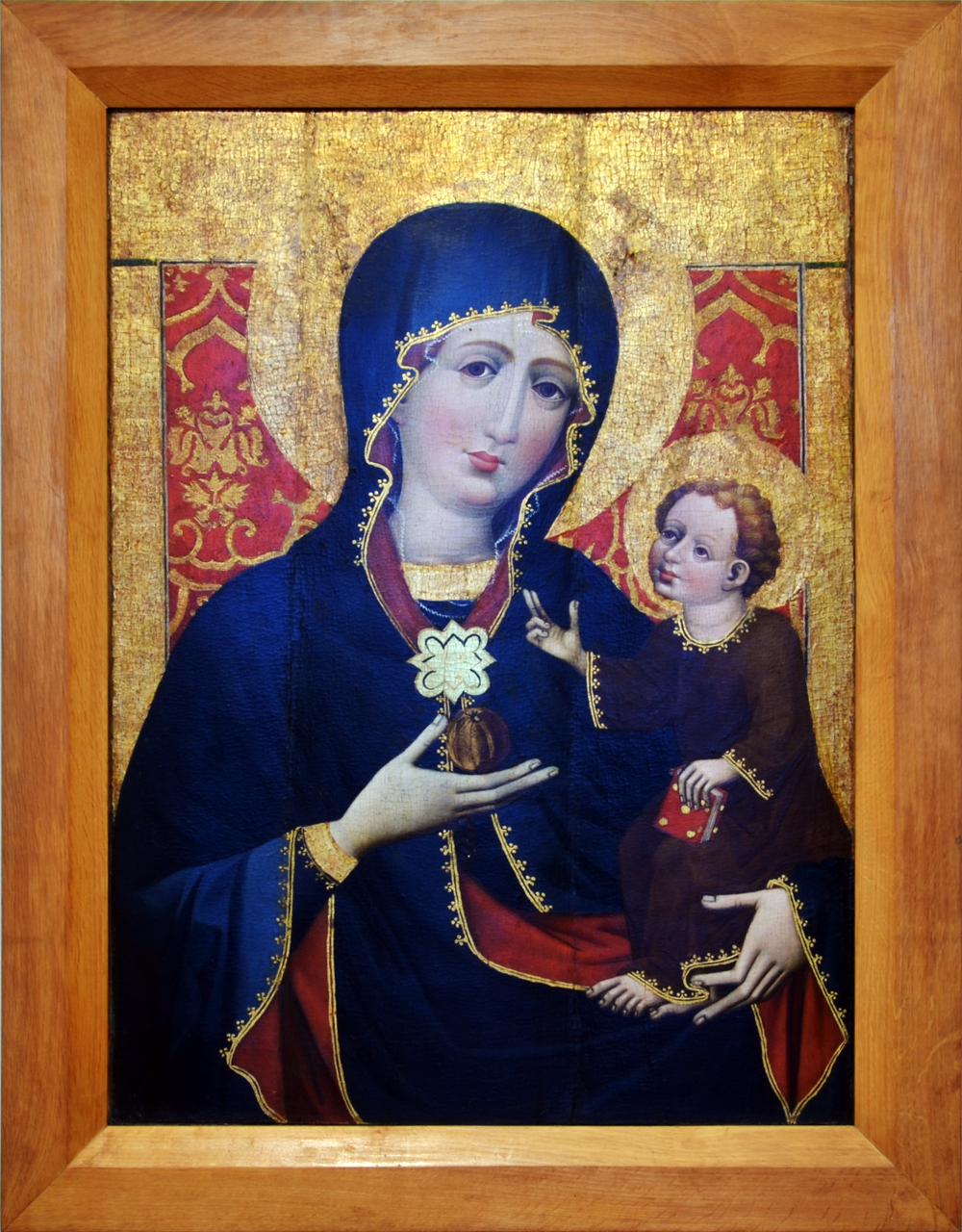
Madona z Kamenného Újezdu (1460-1470)
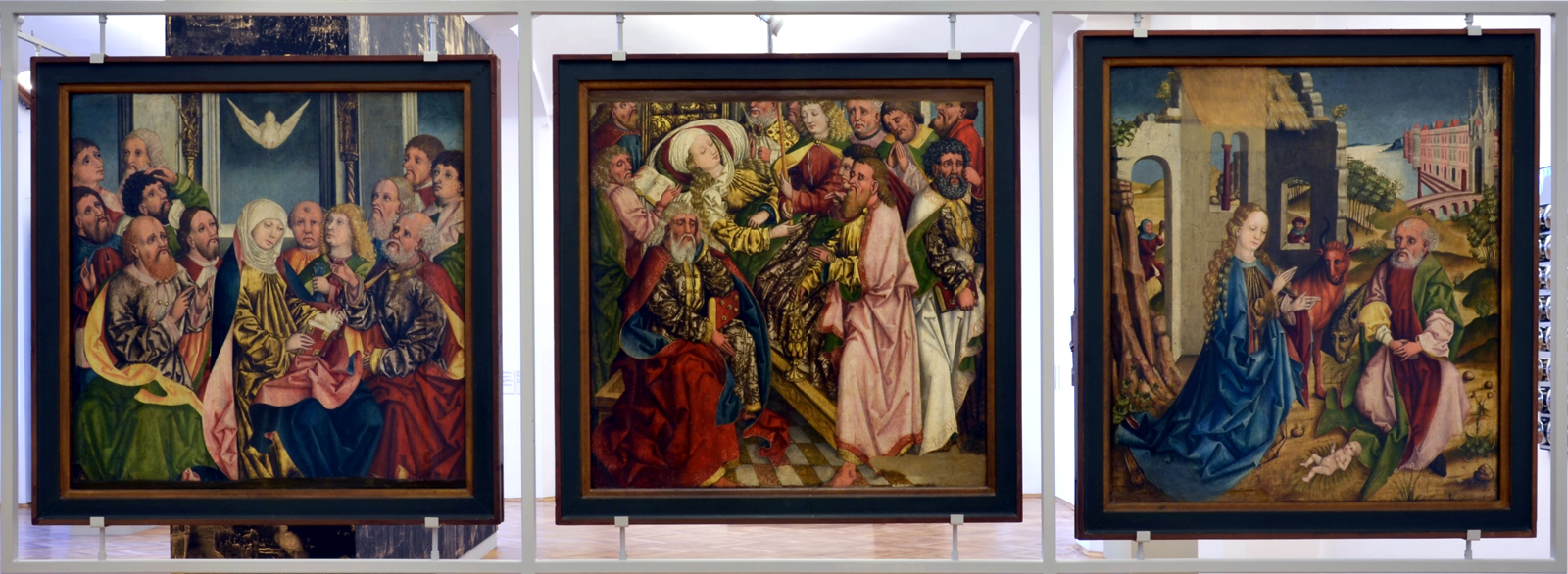
Doudlebská archa (1494), přední strana
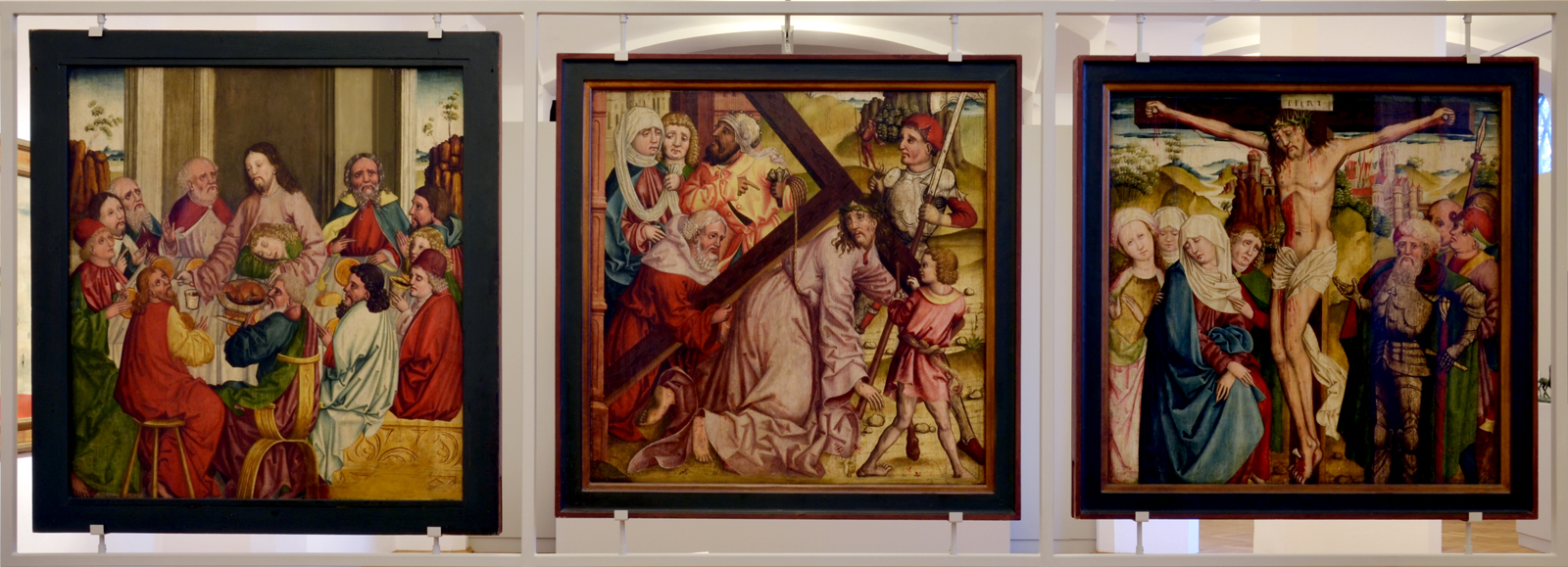
Doudlebská archa (1494), zadní strana

#### Sochy

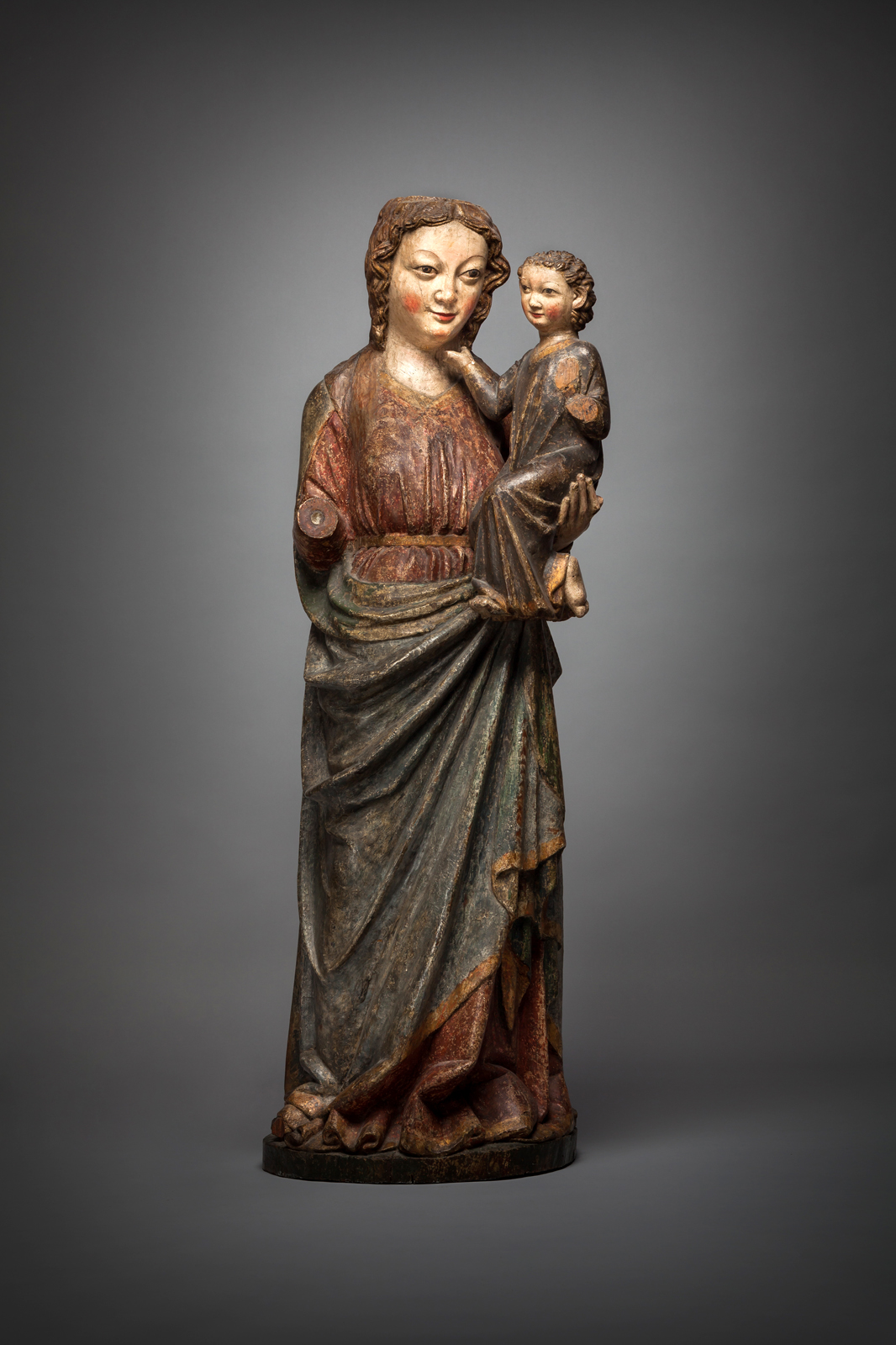
Madona z Rudolfova (1274)
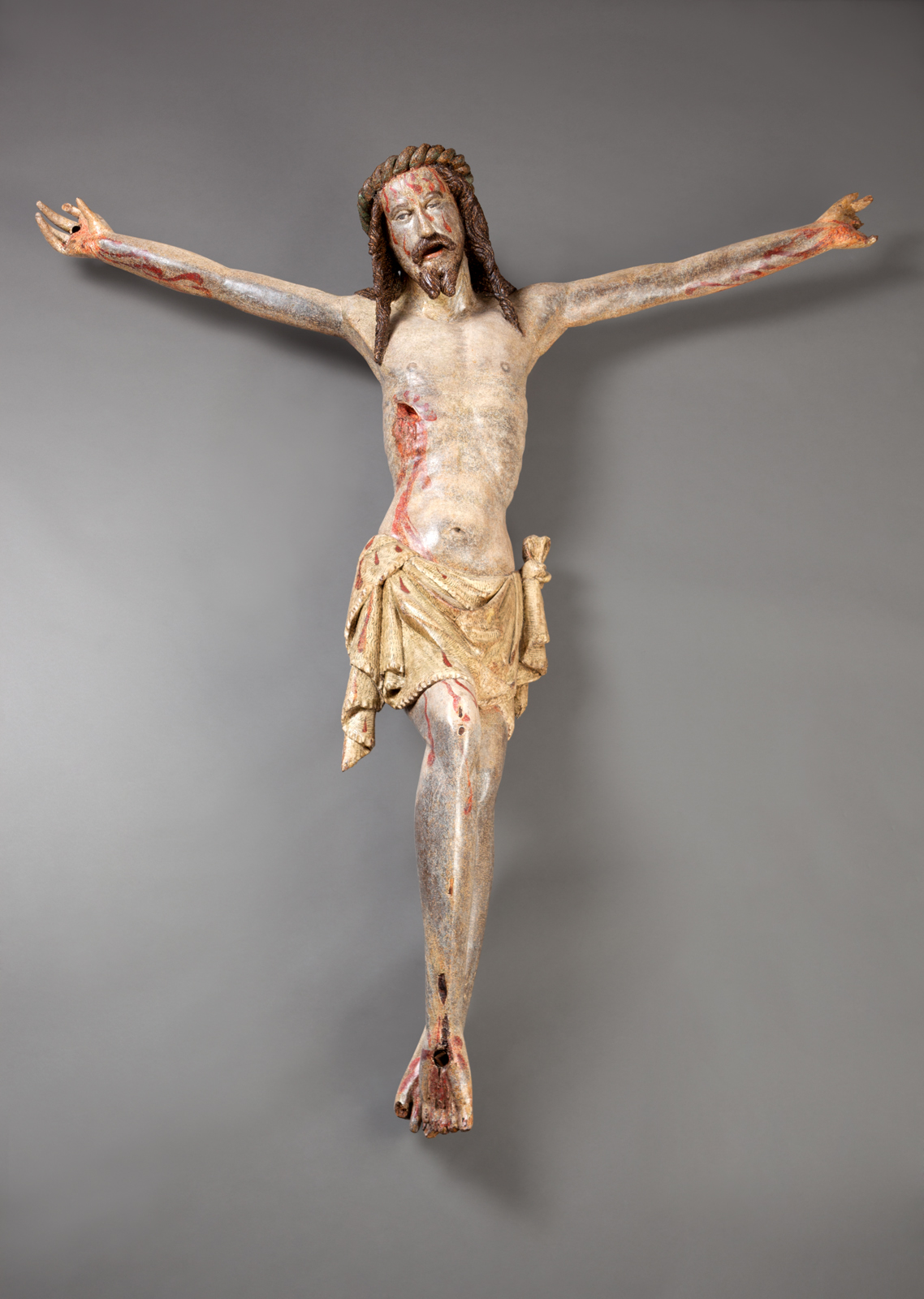
Ukřižovaný z Třeboně (c. 1380)
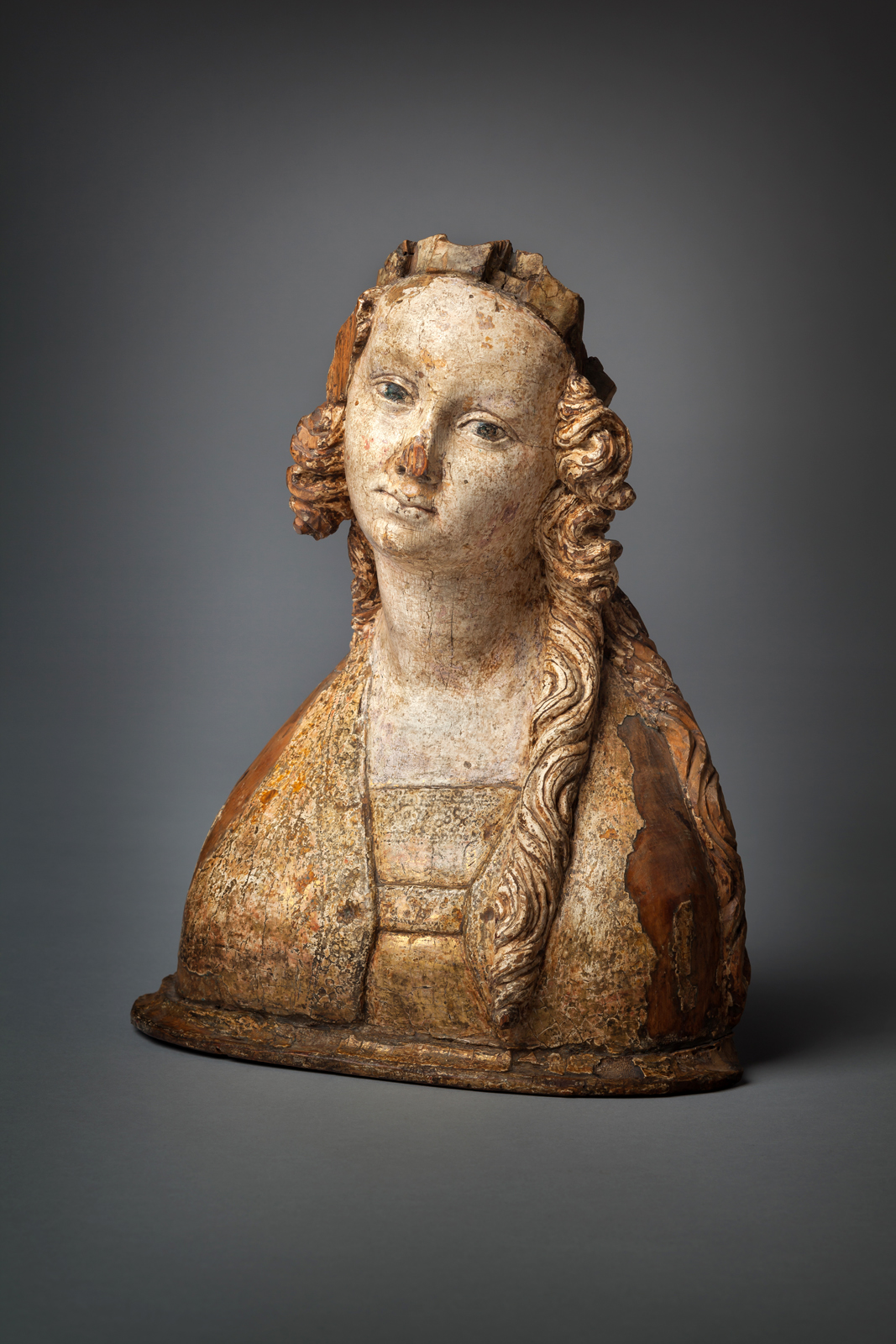
Světice z Dolní Vltavice (1380-1390)
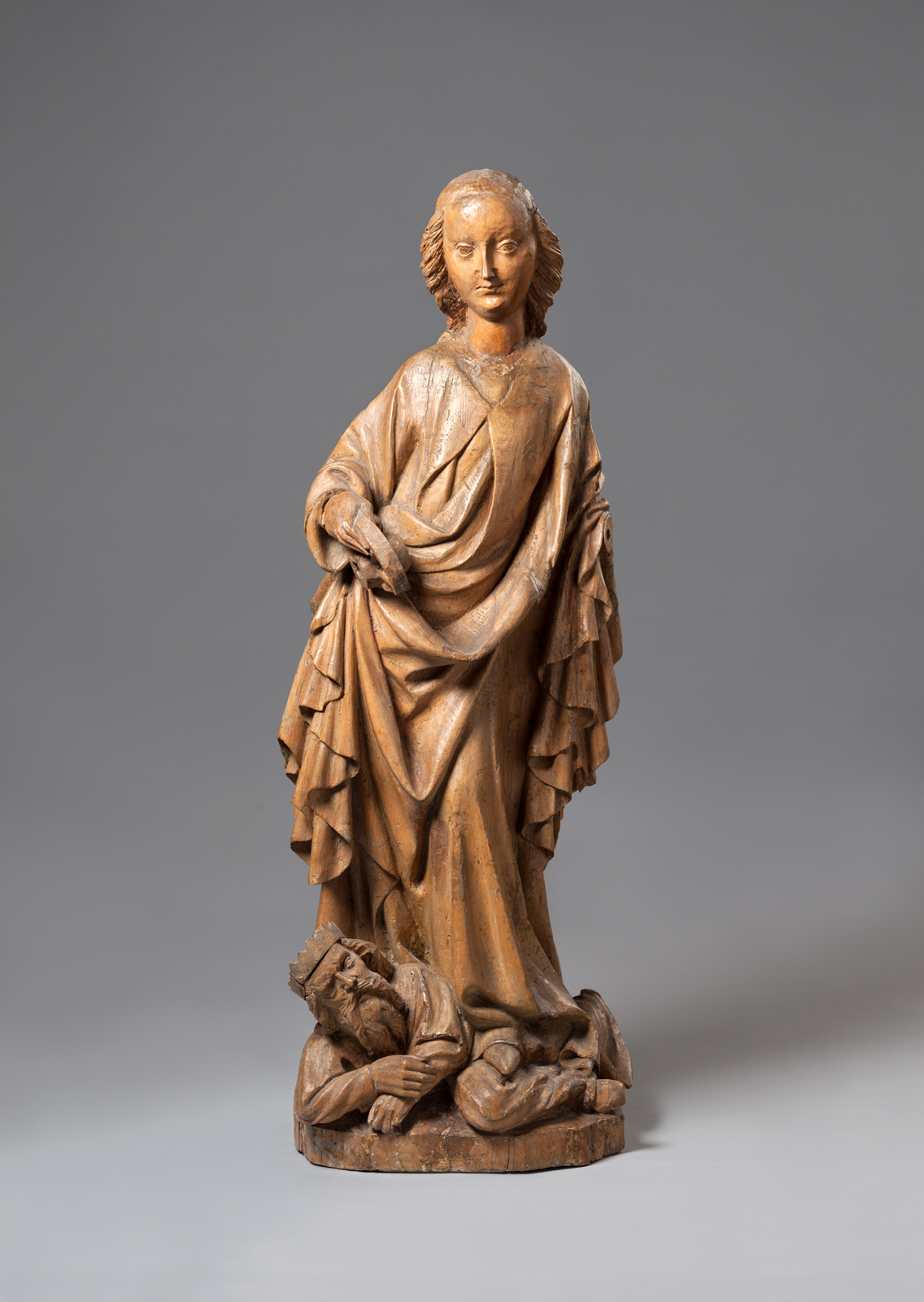
Svatá Kateřina z Boletic (1400-1410)
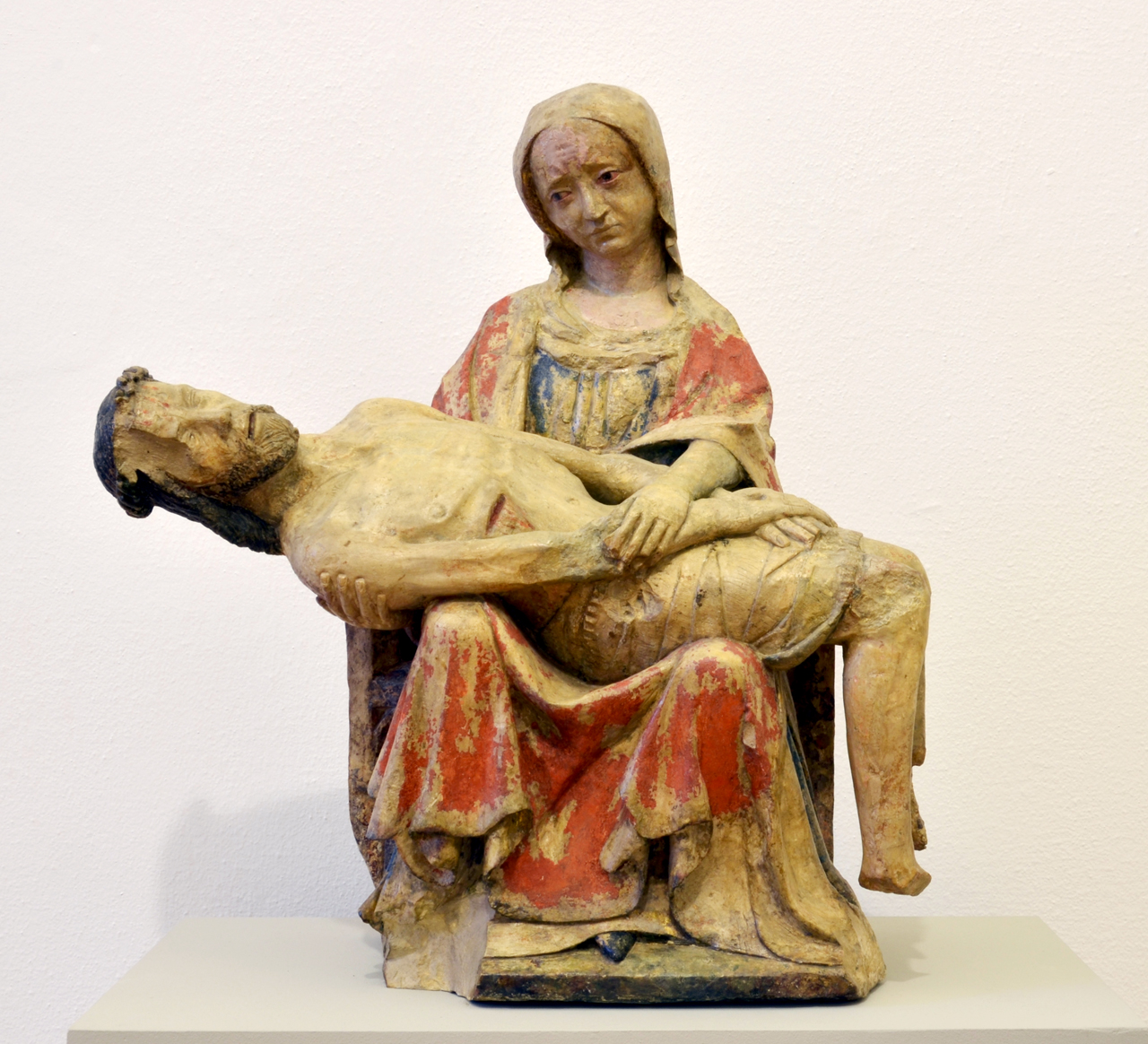
Pieta z Cipína (1410-1420)
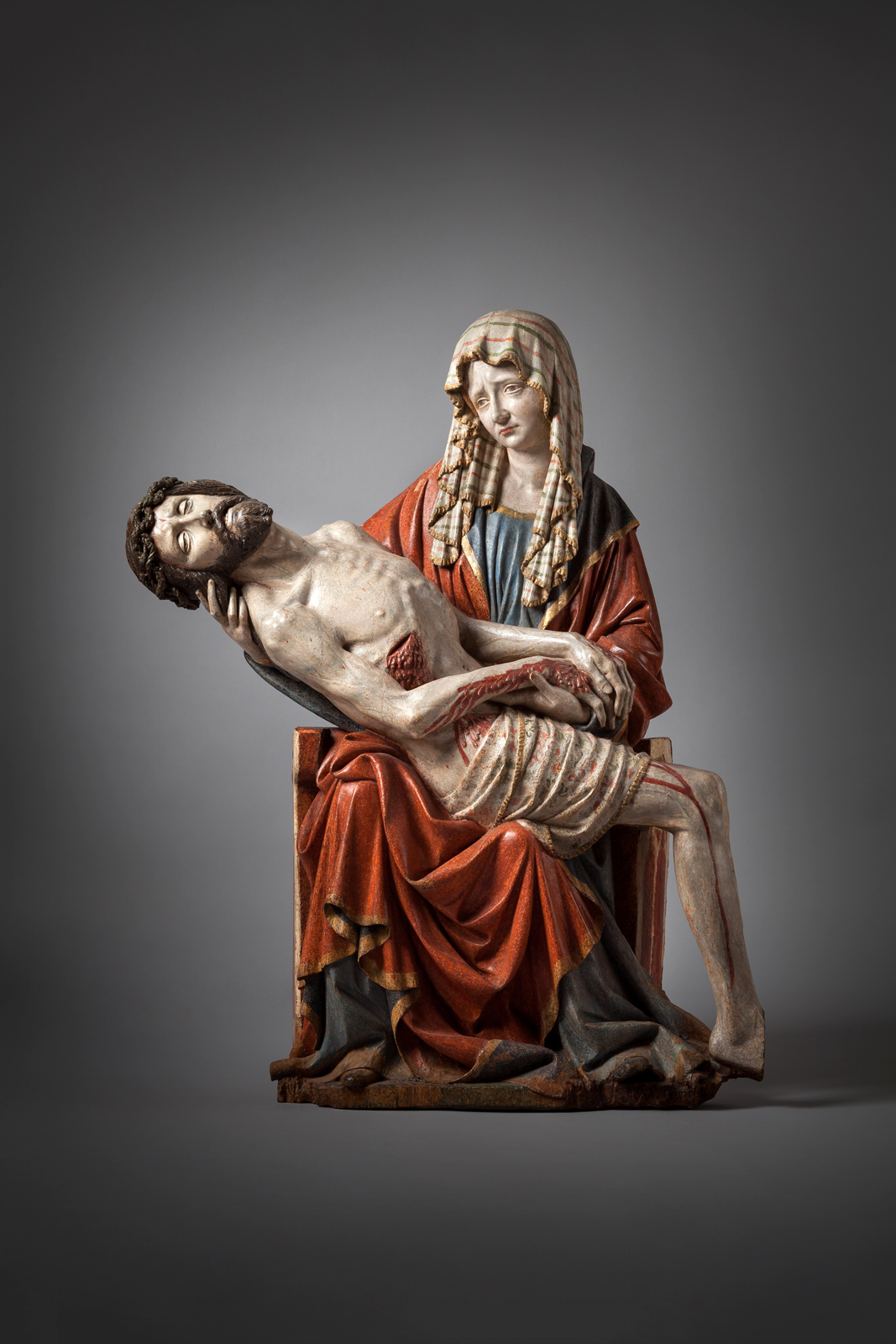
Pieta z Všeměřic (1430-1440)
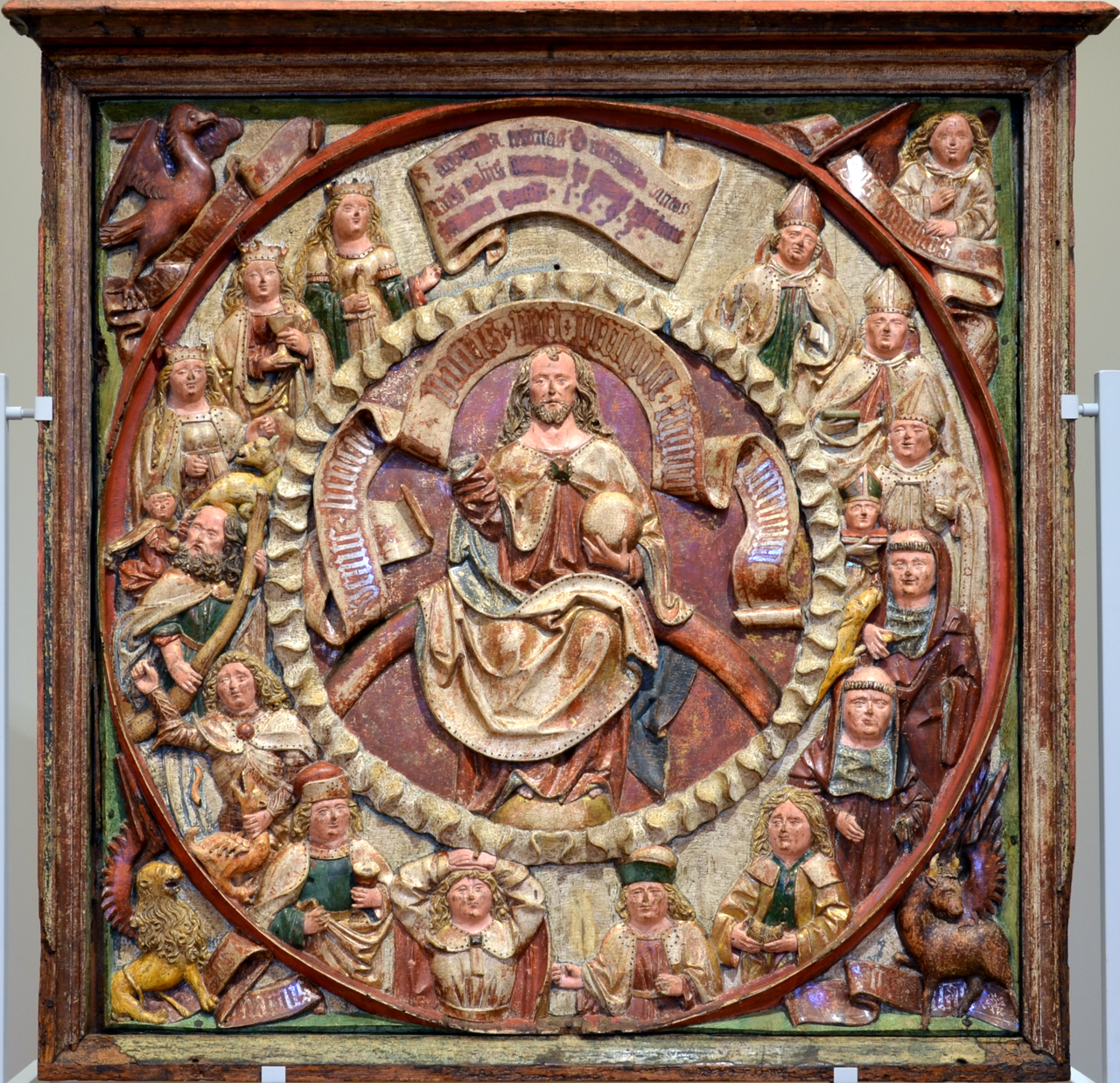
Poslední soud z Rožmberka (1493)
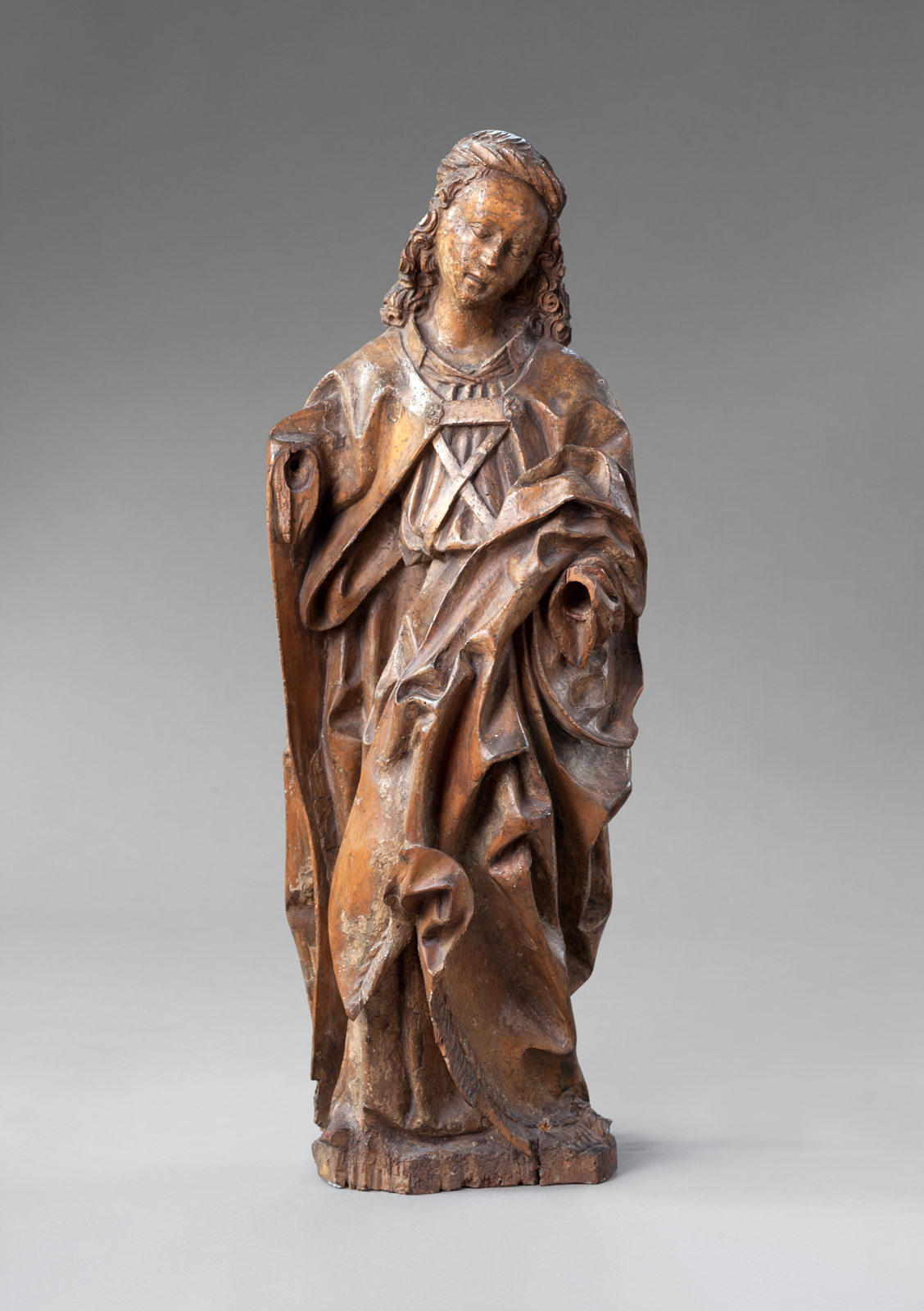
Archanděl Gabriel z Nedvědic (1495-1500)
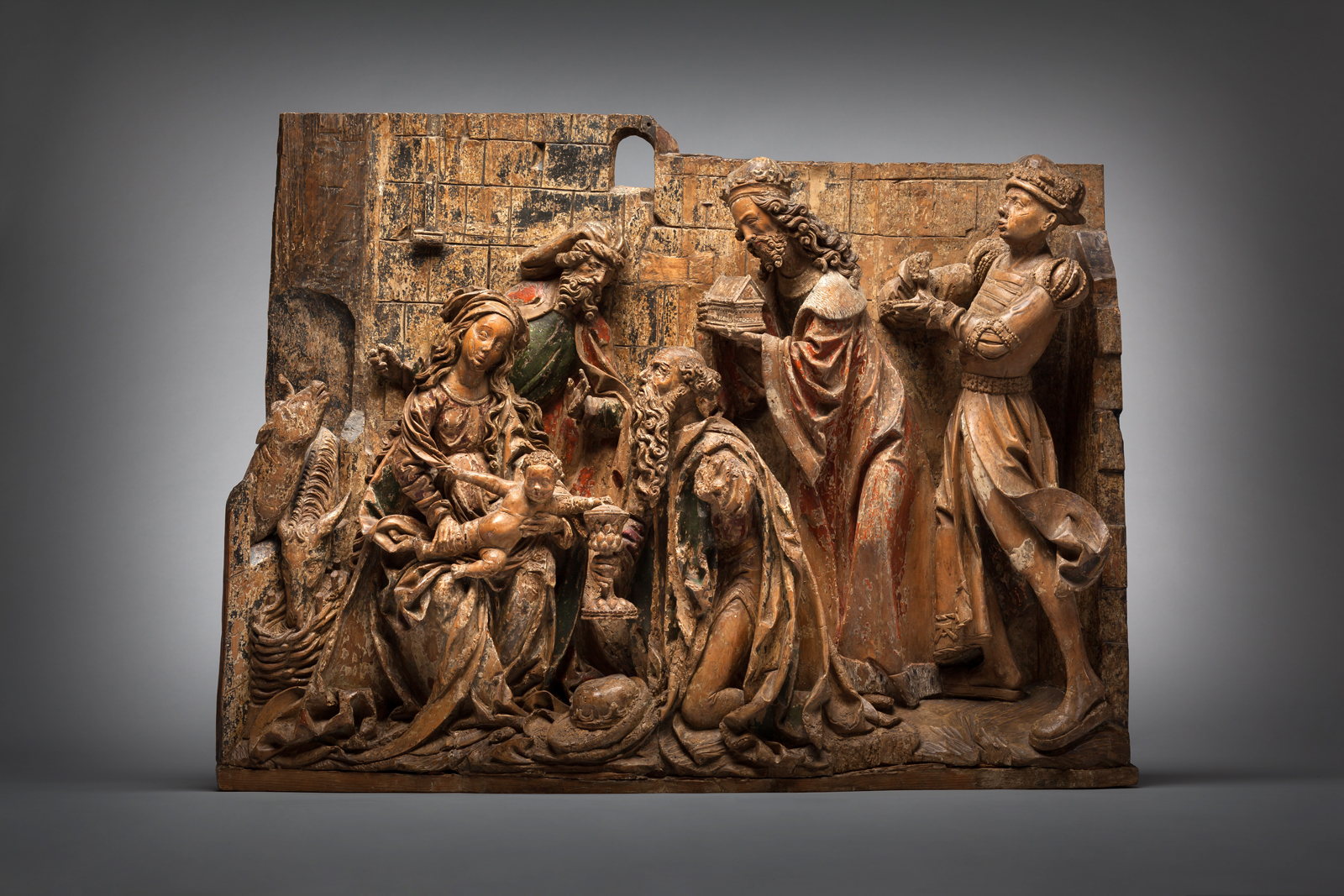
Klanění tří králů z Českých Budějovic (c. 1500)
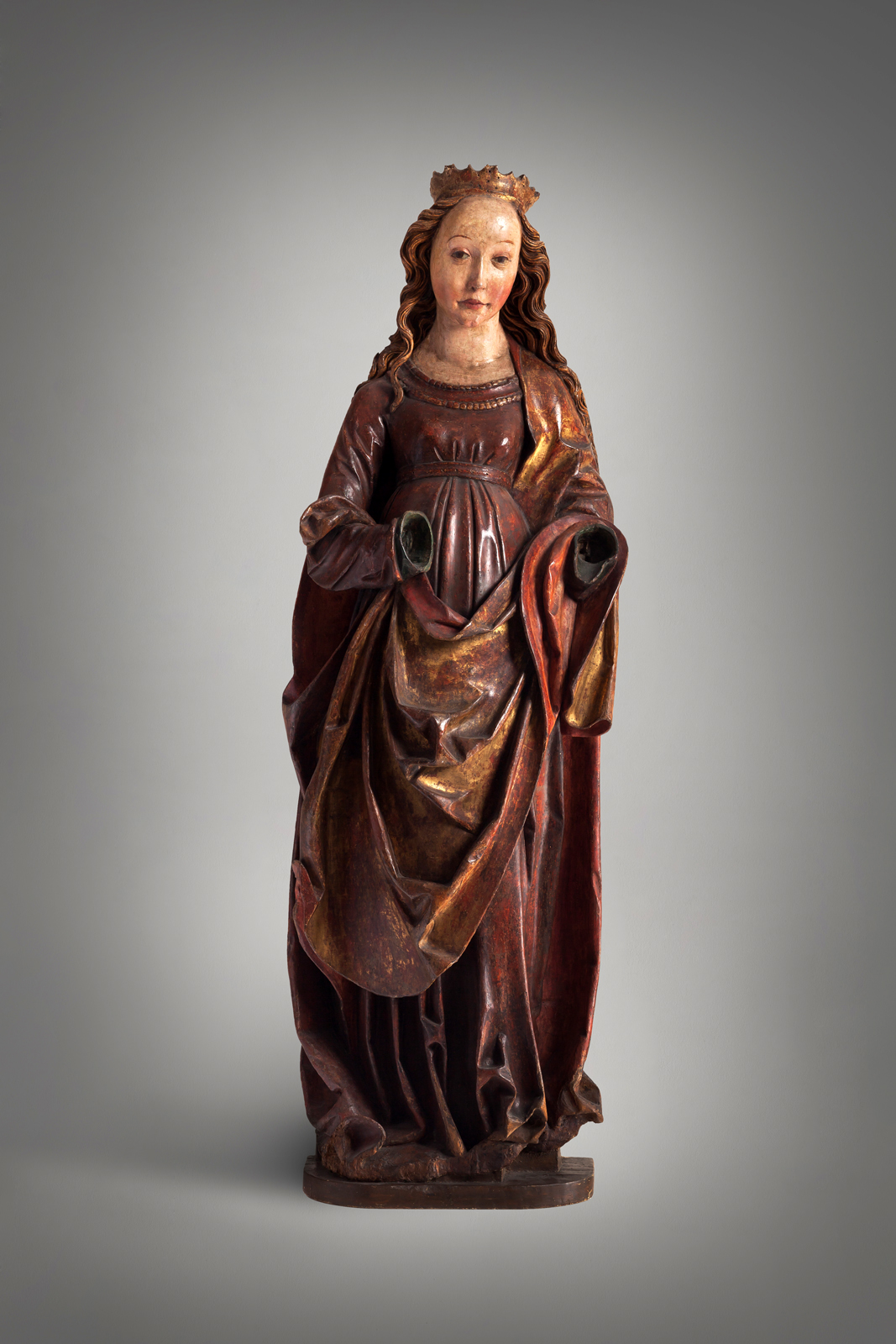
Světice z Homol (1510)
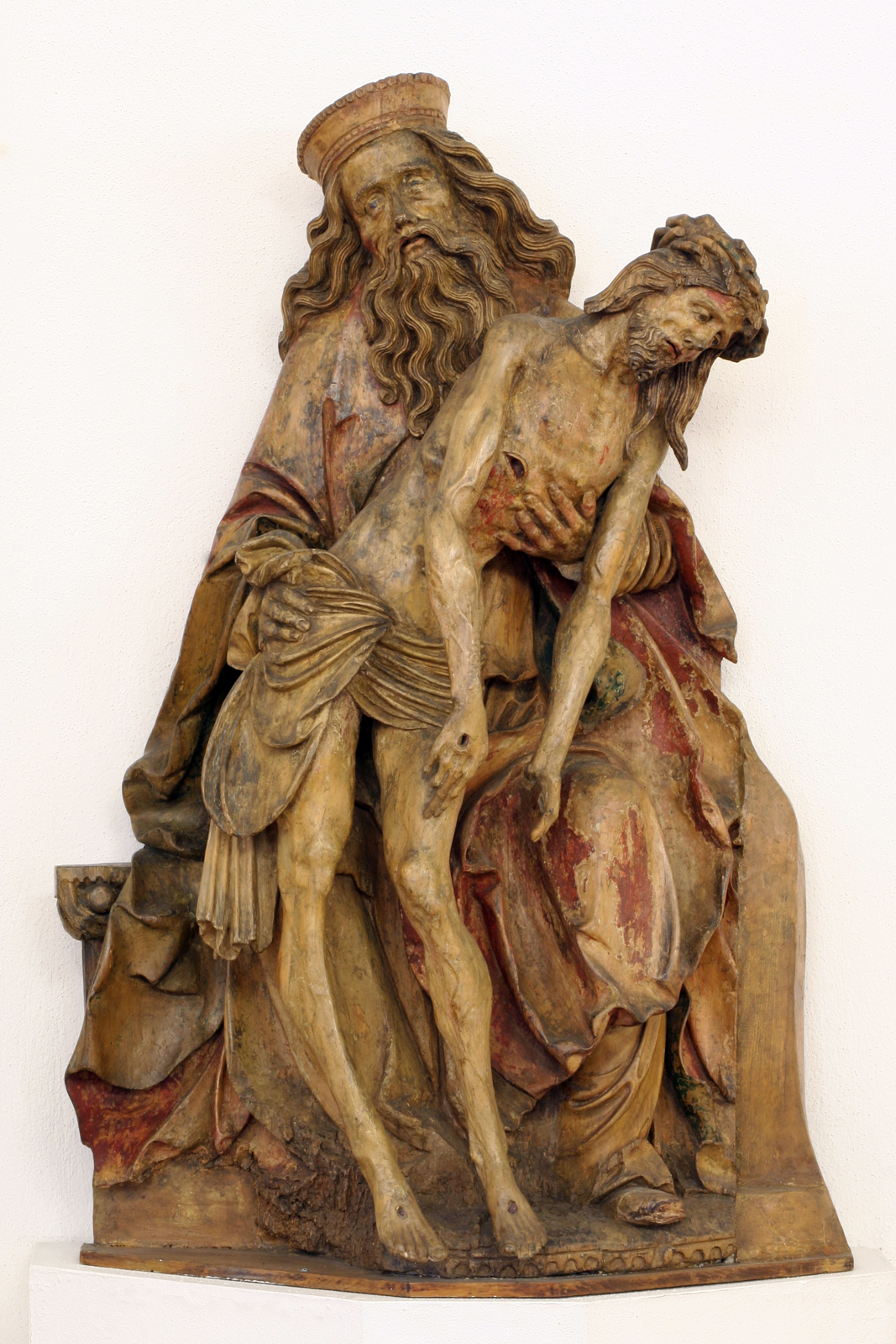
Svatá Trojice z Českých Budějovic (1515)
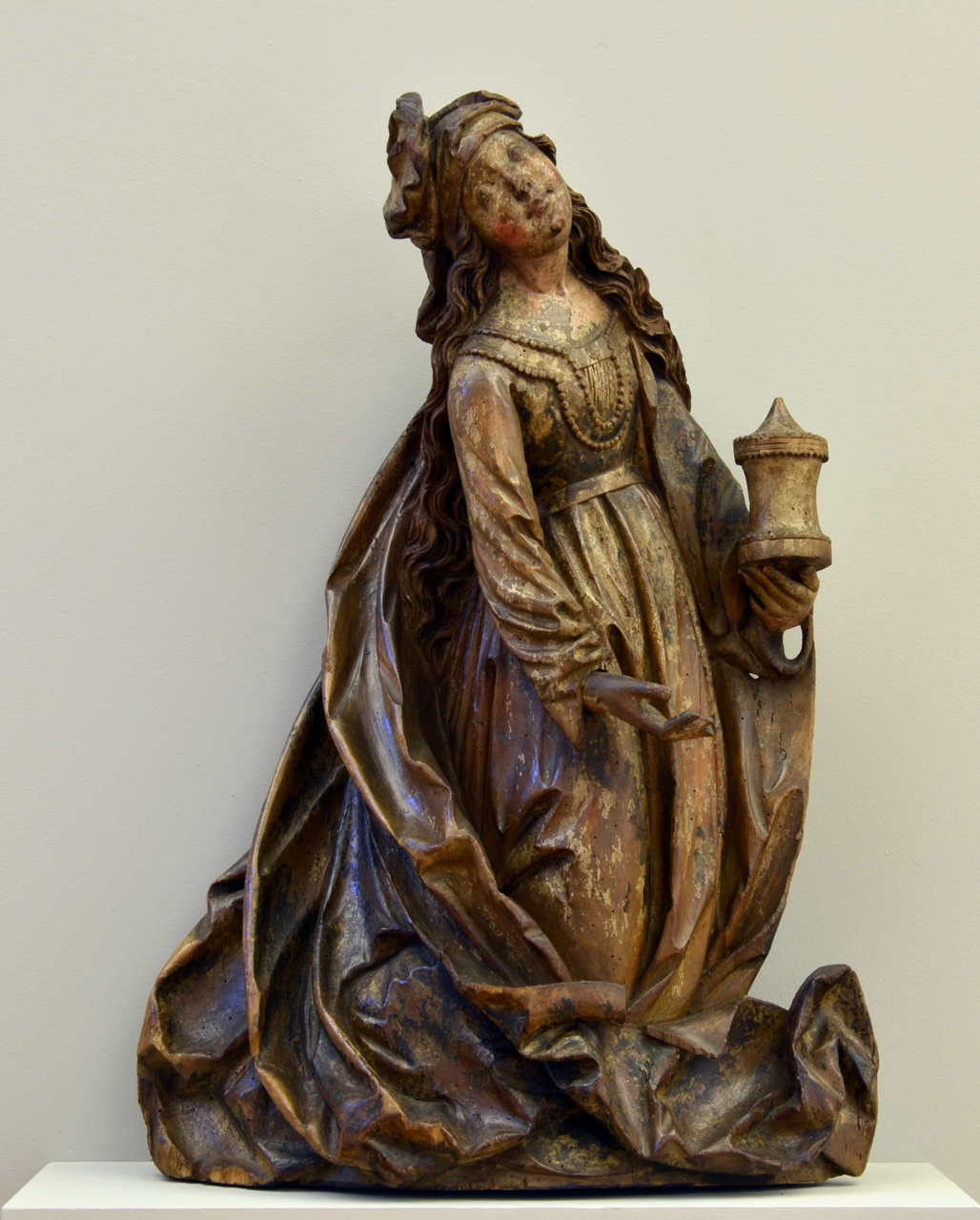
Sv. Marie Magdalena z Malého Boru (1515-1520)
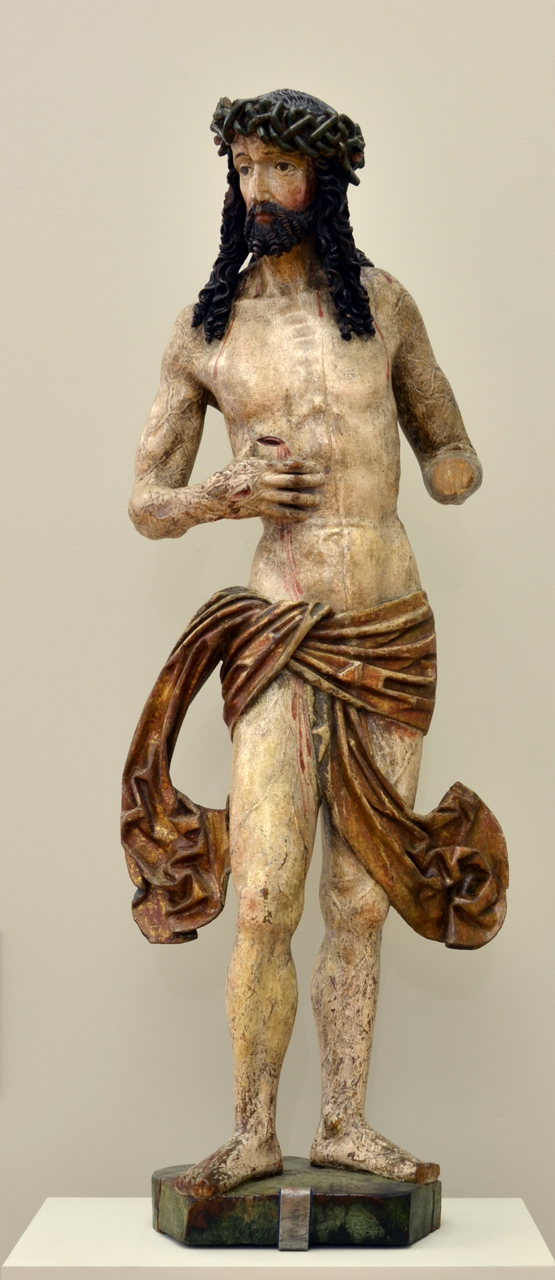
Bolestný Kristus z Č. Budějovic (c. 1515)
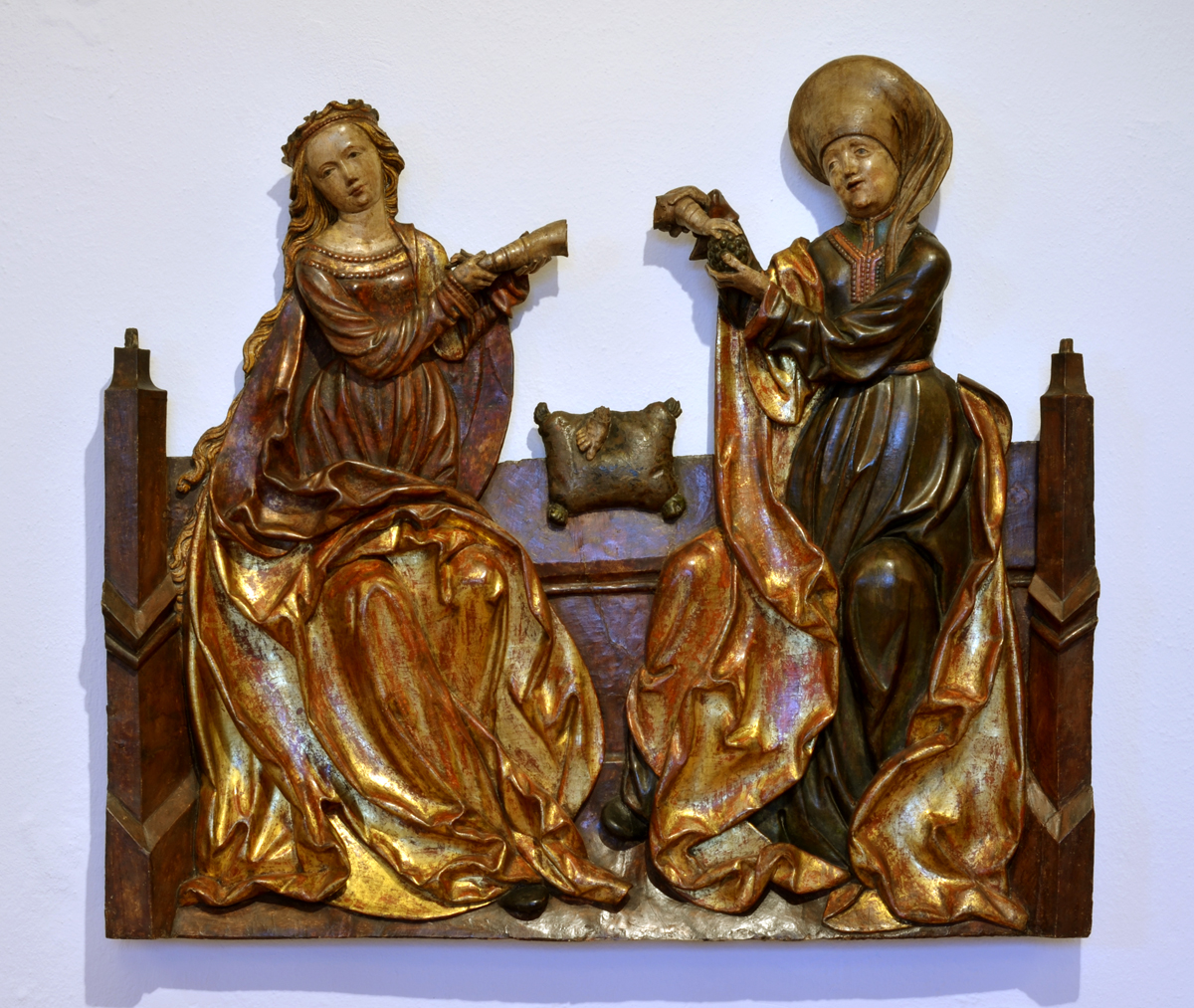
Svatá Anna Samatřetí z Č. Budějovic (1515)
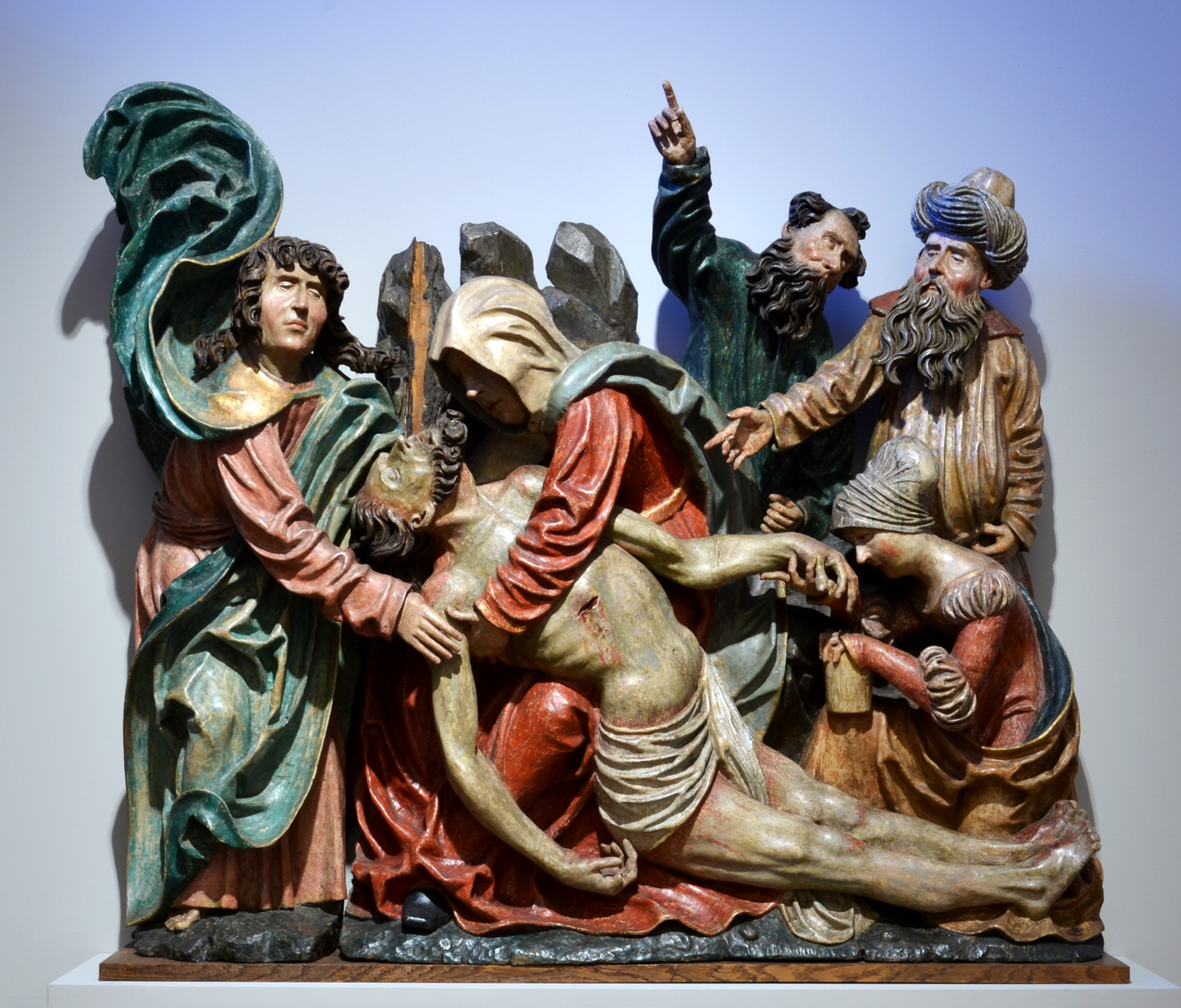
Oplakávání z Korkusovy hutě (c. 1520)

### Sbírky 16.–19. století
Galerie převzala část konfiskovaných sbírek z bývalého cisterciáckého kláštera ve Vyšším Brodě, zahrnující 210 obrazů převážně ze 17. a 18. stol. Roku 1960 byla do galerie převedena část sbírky flámského a holandského malířství 16. a 17. století jako vynucený dar dr. V. Zátky. Od roku 1977 byla zřízena samostatná expozice flámského a holandského malířství v budově AJG na Hluboké. Tyto konfiskované sbírky byly po roce 1989 restituovány původním majitelům. Základ sbírky umění 19. a 20. století obsahoval zejména regionální autory a kolekci děl Mikoláše Alše.

### Sbírka moderního umění
Sbírka umění 19. a 20. století byla původně zaměřena úzce regionálně a obsahovala převážně díla Sdružení jihočeských výtvarníků, grafiků z jihočeské pobočky Družstevní práce a také konfiskáty německého majetku.
Roku 1956 byla v souvislosti s přestěhováním galerie na Hlubokou některá díla moderního umění do sbírky převedena z nákupů Ministerstva kultury a z Národní galerie. Systematické doplňování sbírek o díla meziválečné avantgardy, zejména jejího fantaskního a imaginativního proudu (Štyrský, Toyen, Wachsmann, Muzika, Janoušek), započalo v 60. letech, kdy v galerii působili Věra Linhartová, Jan Kříž a Ivan Neumann. Díky jejich prozíravé a systematické akviziční strategii zakoupila galerie mj. obrazy Josefa Šímy, Bohumila Kubišty, Vojtěcha Preissiga, kresby F. Koblihy, sochy Otto Gutfreunda, Bedřicha Stefana a Hany Wichterlové a také velmi cenný a kvalitní výběr umění 60. let (Istler, Koblasa, Medek, Málek, Piesen, Mautnerová). V období normalizace byl fond obrazů a soch doplňován dary výtvarníků nebo jejich dědiců, převody z Národní galerie a Ministerstva kultury a nákupy zaměřenými na tvorbu jihočeských výtvarníků. Některým autorům byly zřízeny samostatné pamětní expozice v místech, kde působili (Jan Kojan, Richard Lauda, Karel Štěch).
V 70. a 80. letech byla zakoupena některá díla ze soukromých sbírek a antikvariátů (O. Guttfreund, O. Nejedlý, A. Slavíček, J. Lada, J. Šíma) a sbírka doplněna o tvorbu žijících autorů (J. Bauch, A. Lamr, K. Lhoták, J. Načeradský, R. Němec, K. Nepraš, V. Novák, P. Oriešková, I. Ouhel, P. Pavlík, T. Pištěk, M. Rittstein, Z. Sion, J. Smetana, J. Sopko, J. Sozanský, A. Šimotová, A. Veselý, J. Vožniak). Podařilo se získat soubor děl jihočeské avantgardní skupiny Linie, Skupiny 42 a Sedm v říjnu. Z ekonomických důvodů byla v té době budována zejména sbírka kreseb, která měla zaplnit některé historické vývojové mezery.

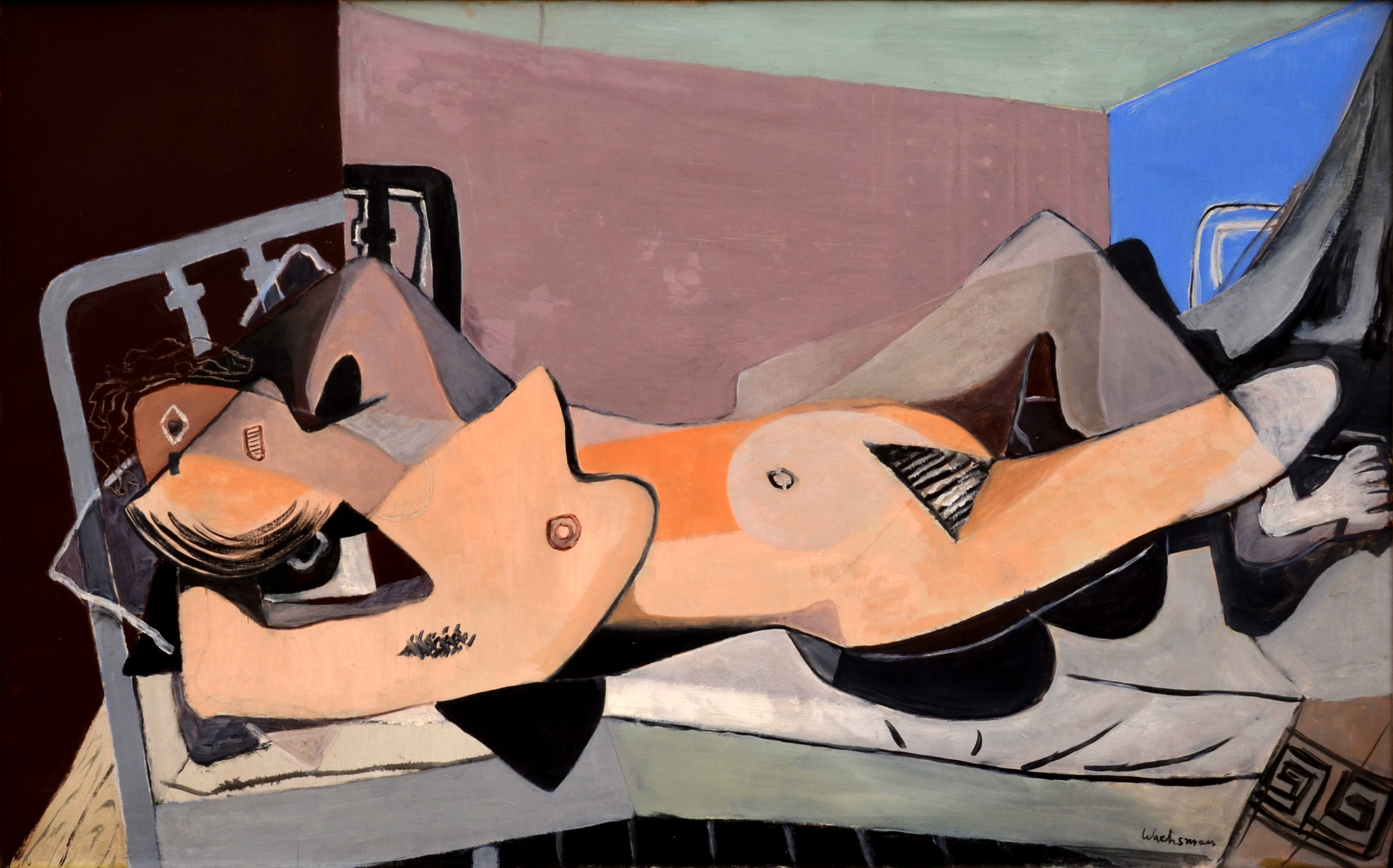
Alois Wachsman, Ležící žena, 1930
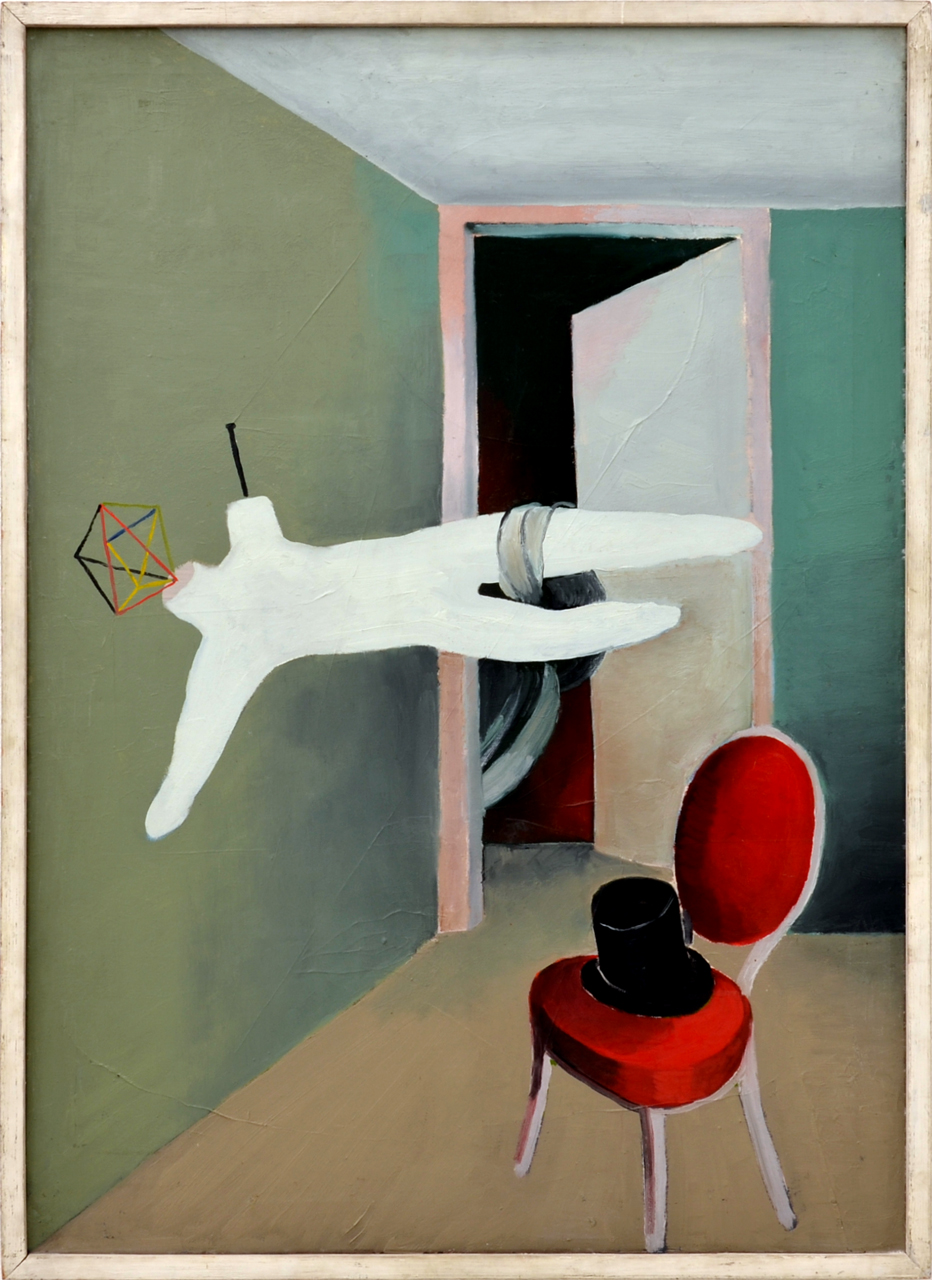
Alois Wachsman, Kouzlo, 1932
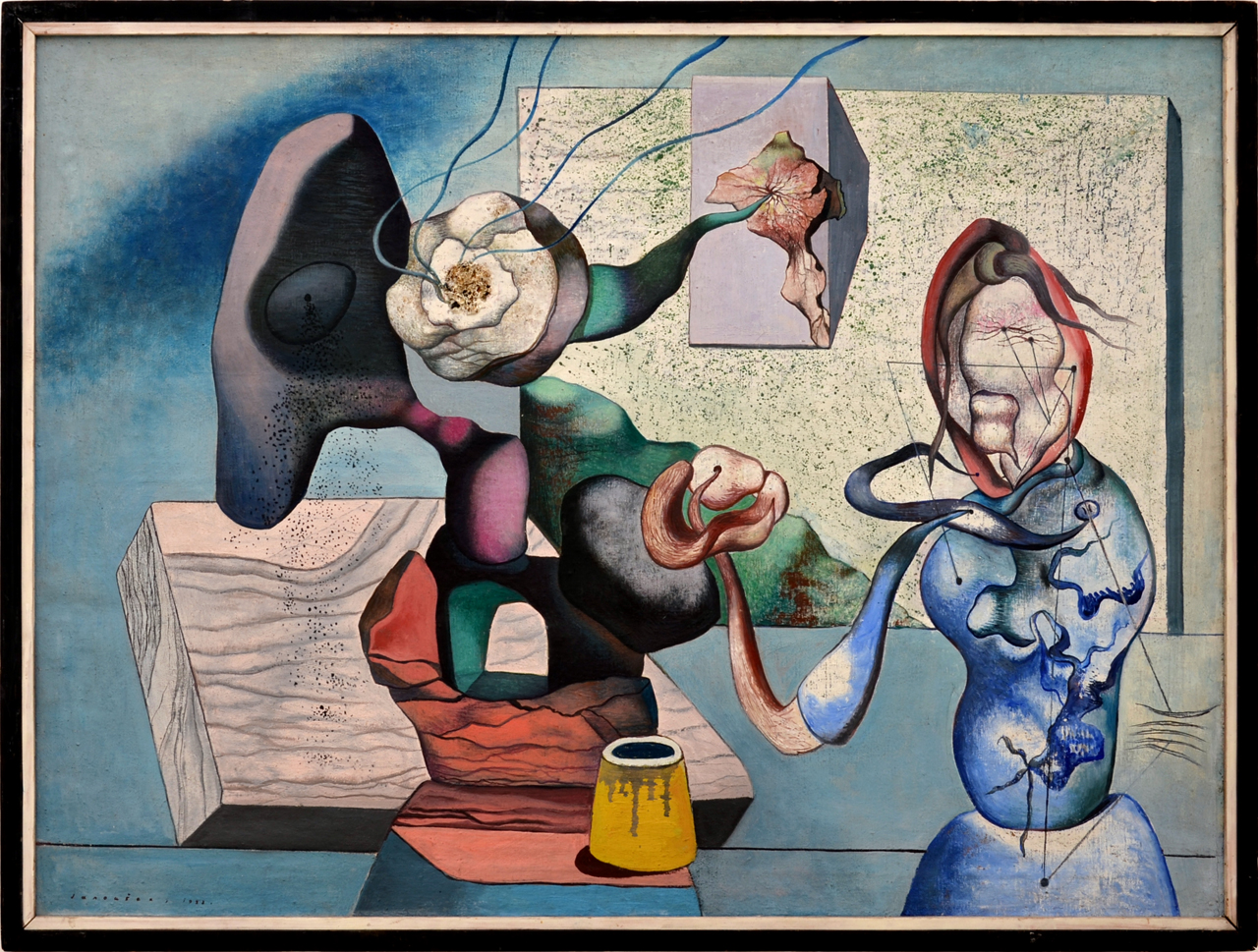
František Janoušek, Večeře stařeny, 1933
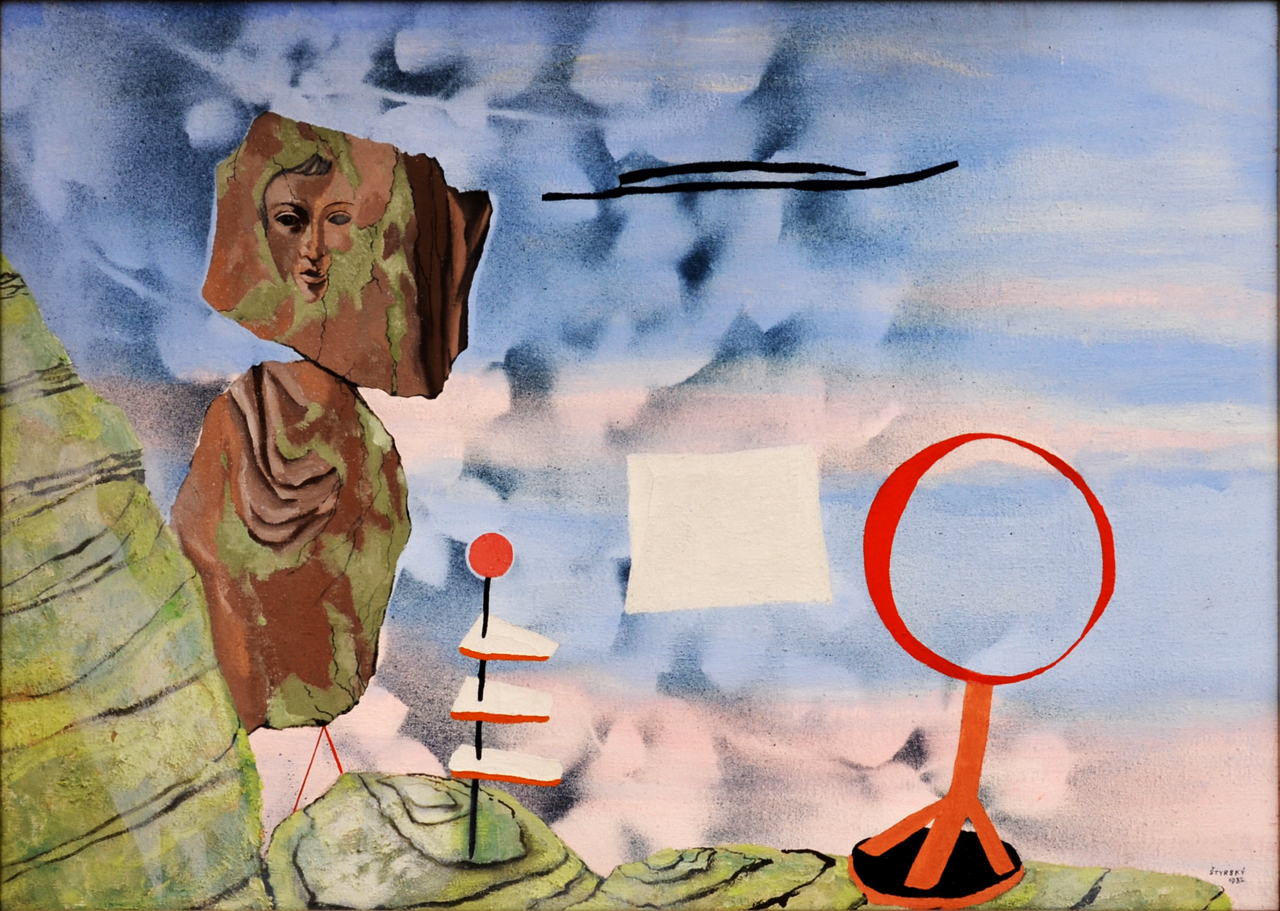
Jindřich Štyrský, Obraz, 1932
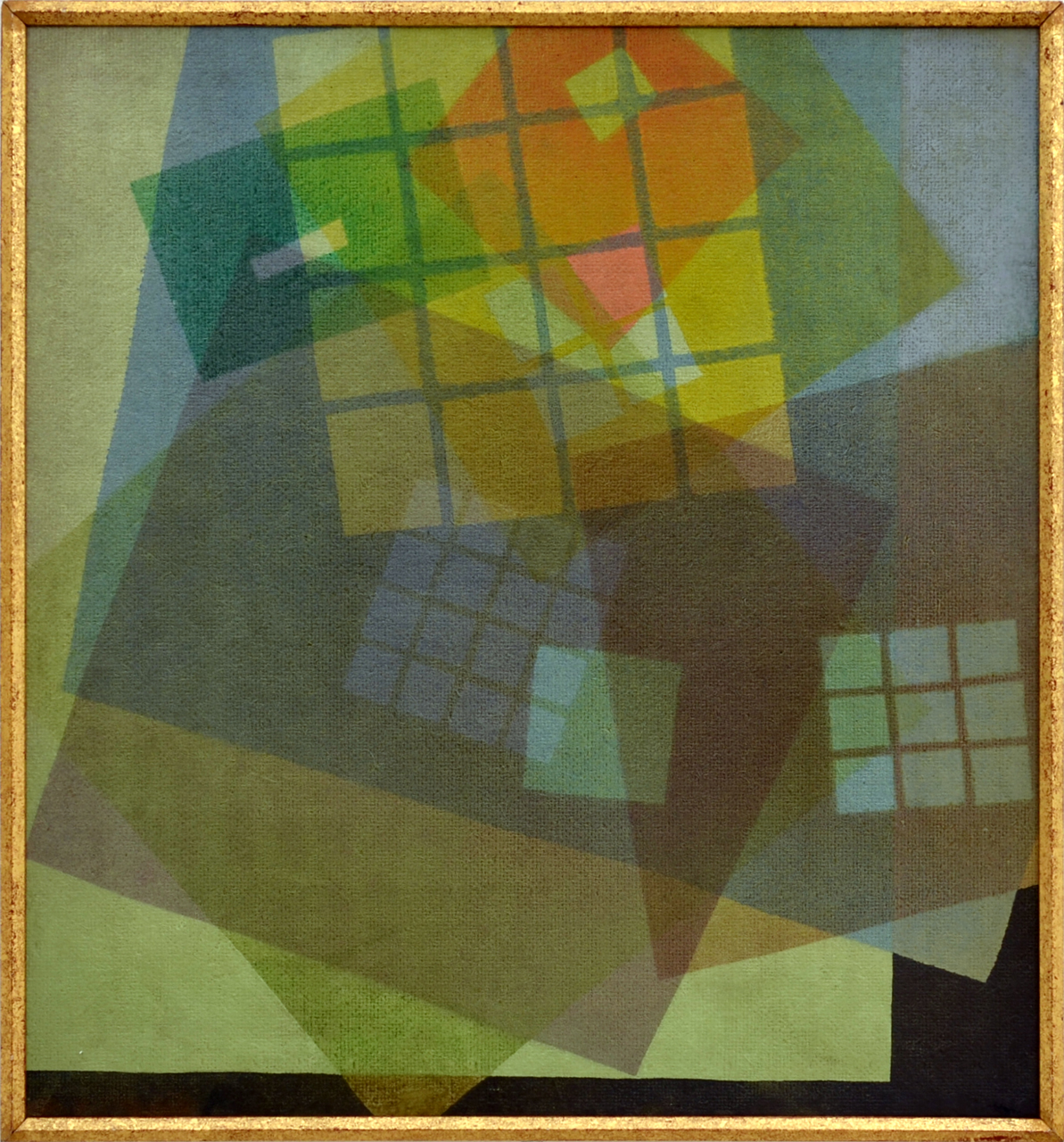
Vojtěch Preissig, Prolínání barevných polí (Obraz č. 24), 1936-1937
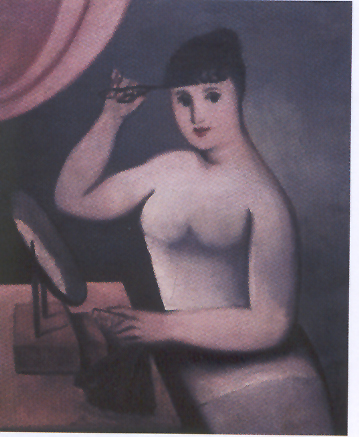
Rudolf Kremlička: V divadelní šatně, 1922
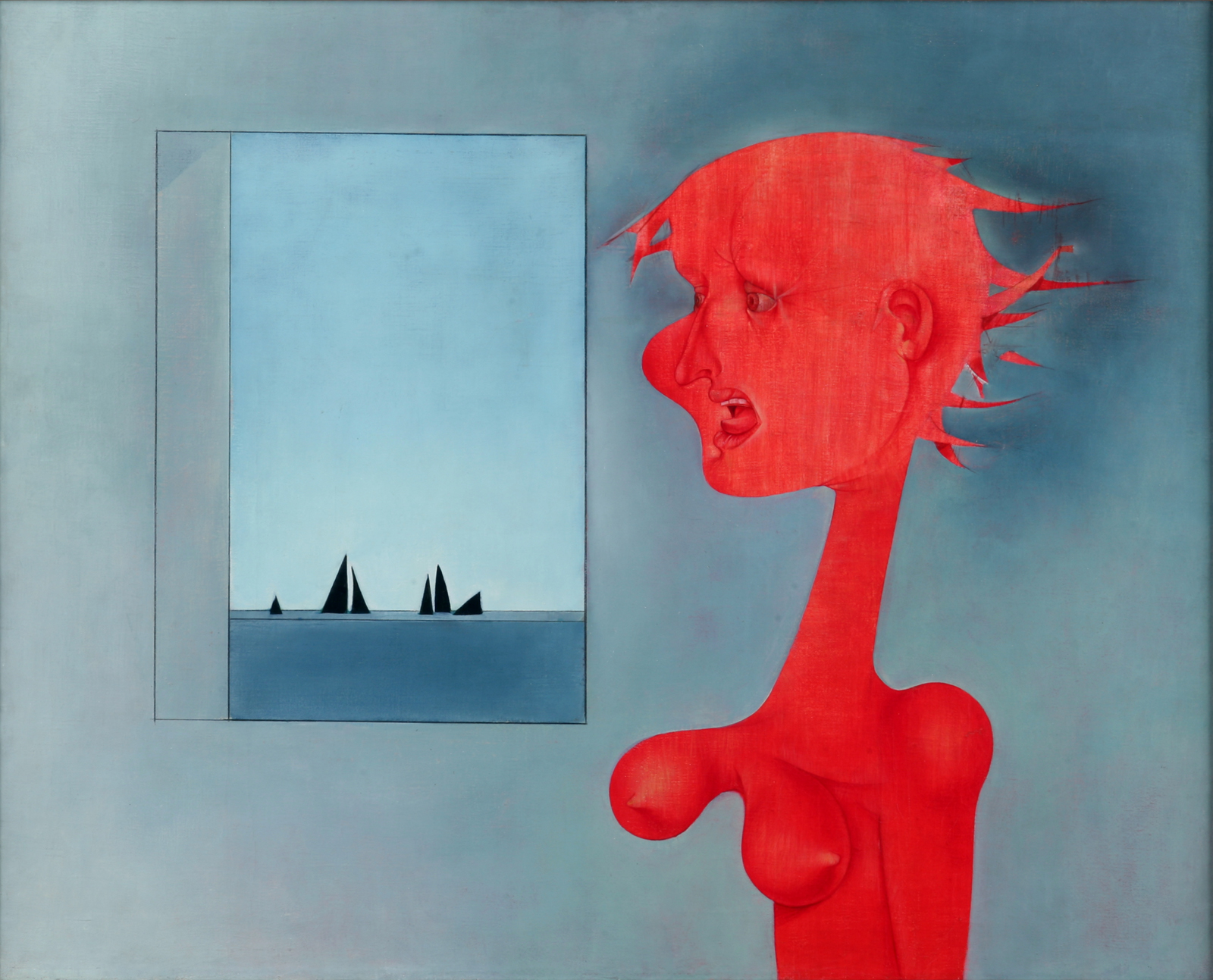
Mikuláš Medek, Křik, 1954
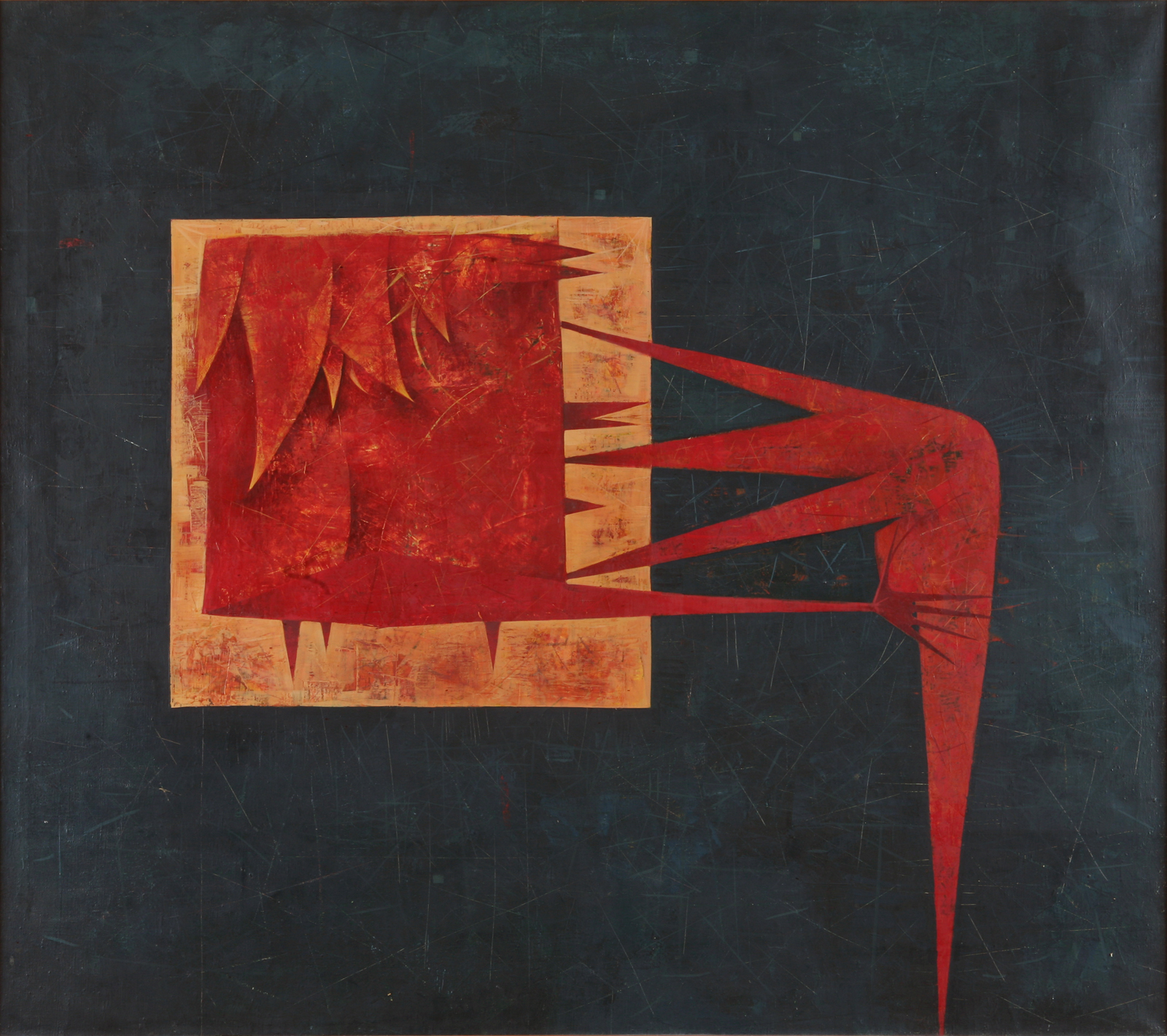
Mikuláš Medek, Spící IV, 1957
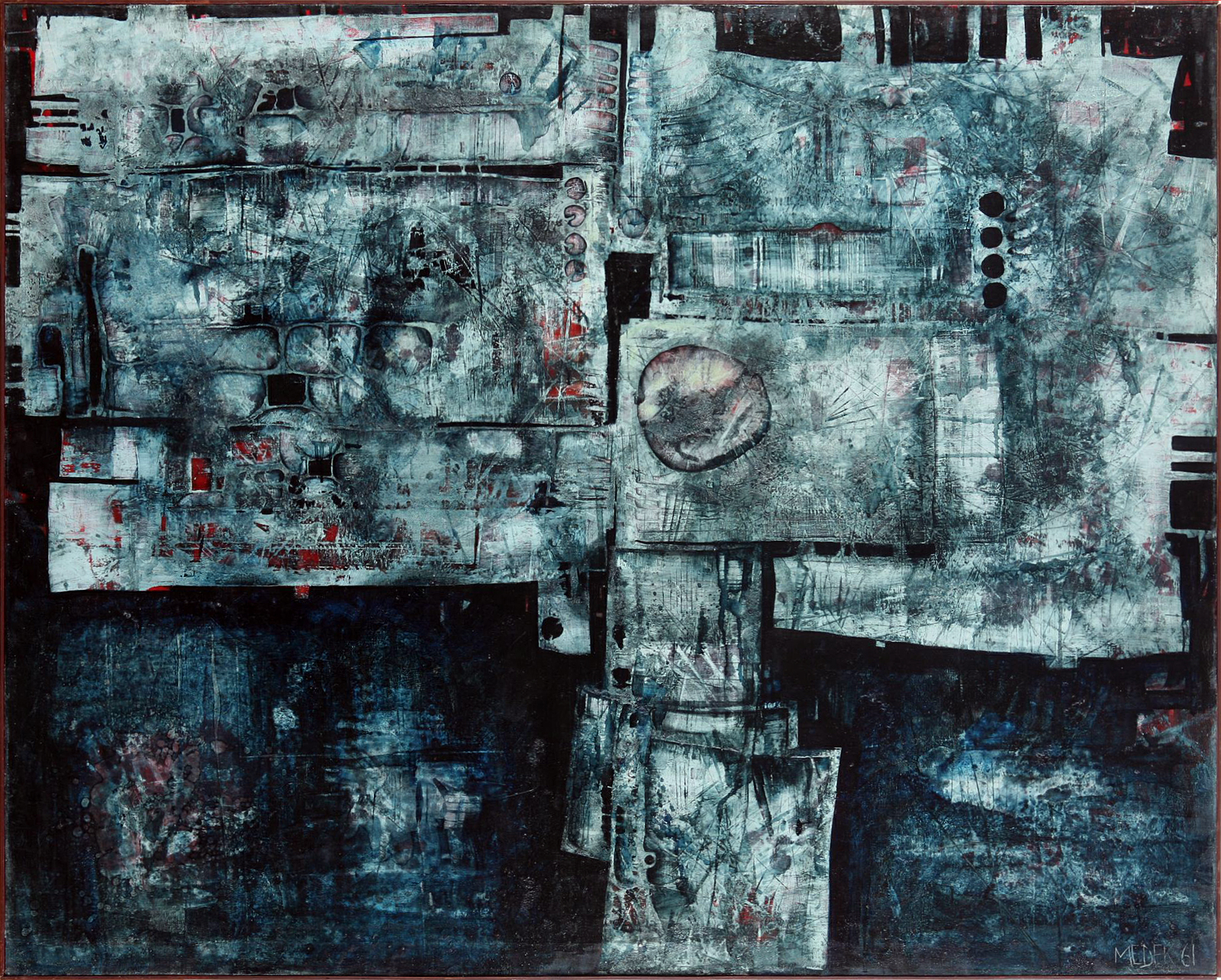
Mikuláš Medek, Kříž železa I, 1961
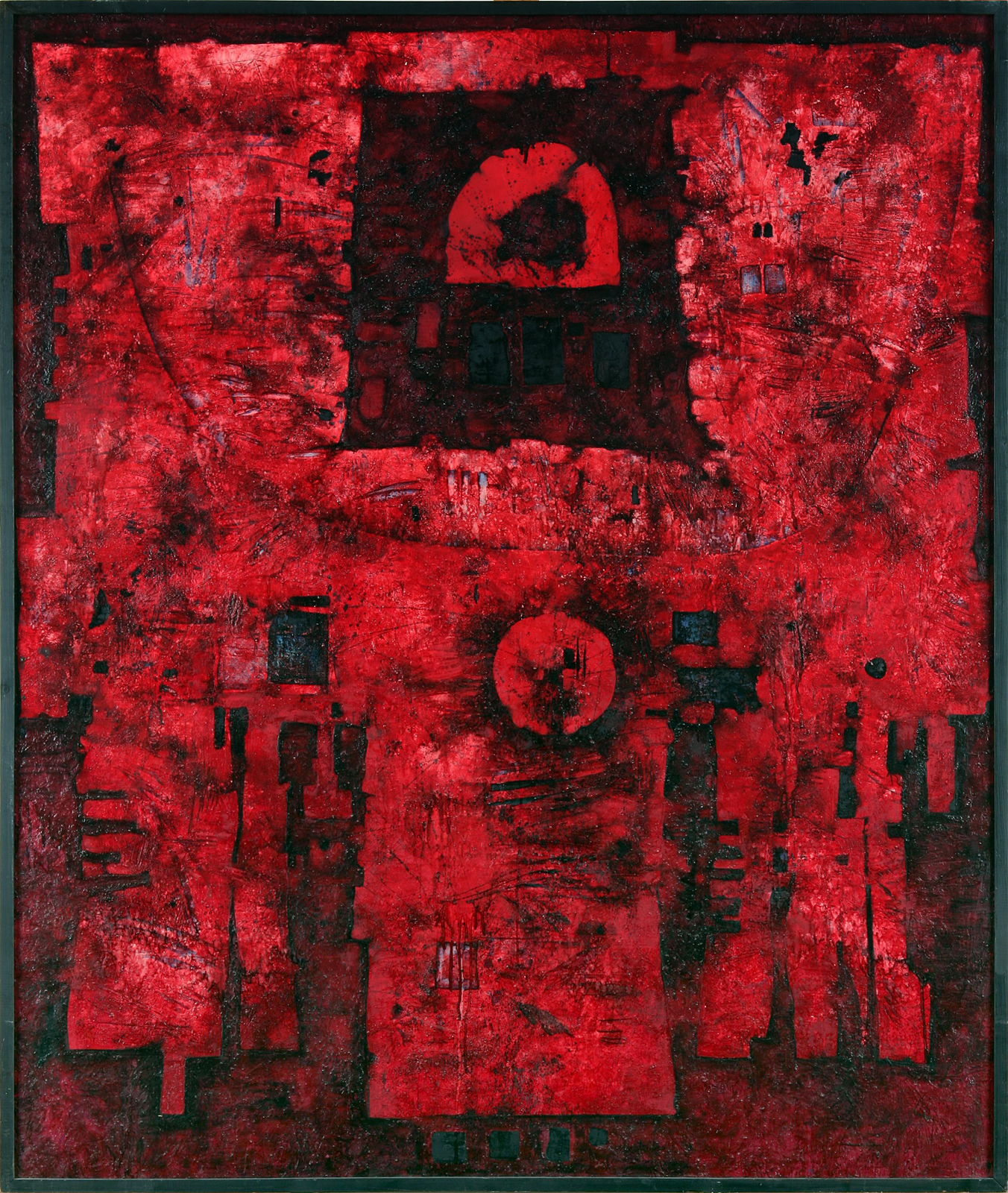
Mikuláš Medek, Oslava 21 870 červených centimetrů, 1962
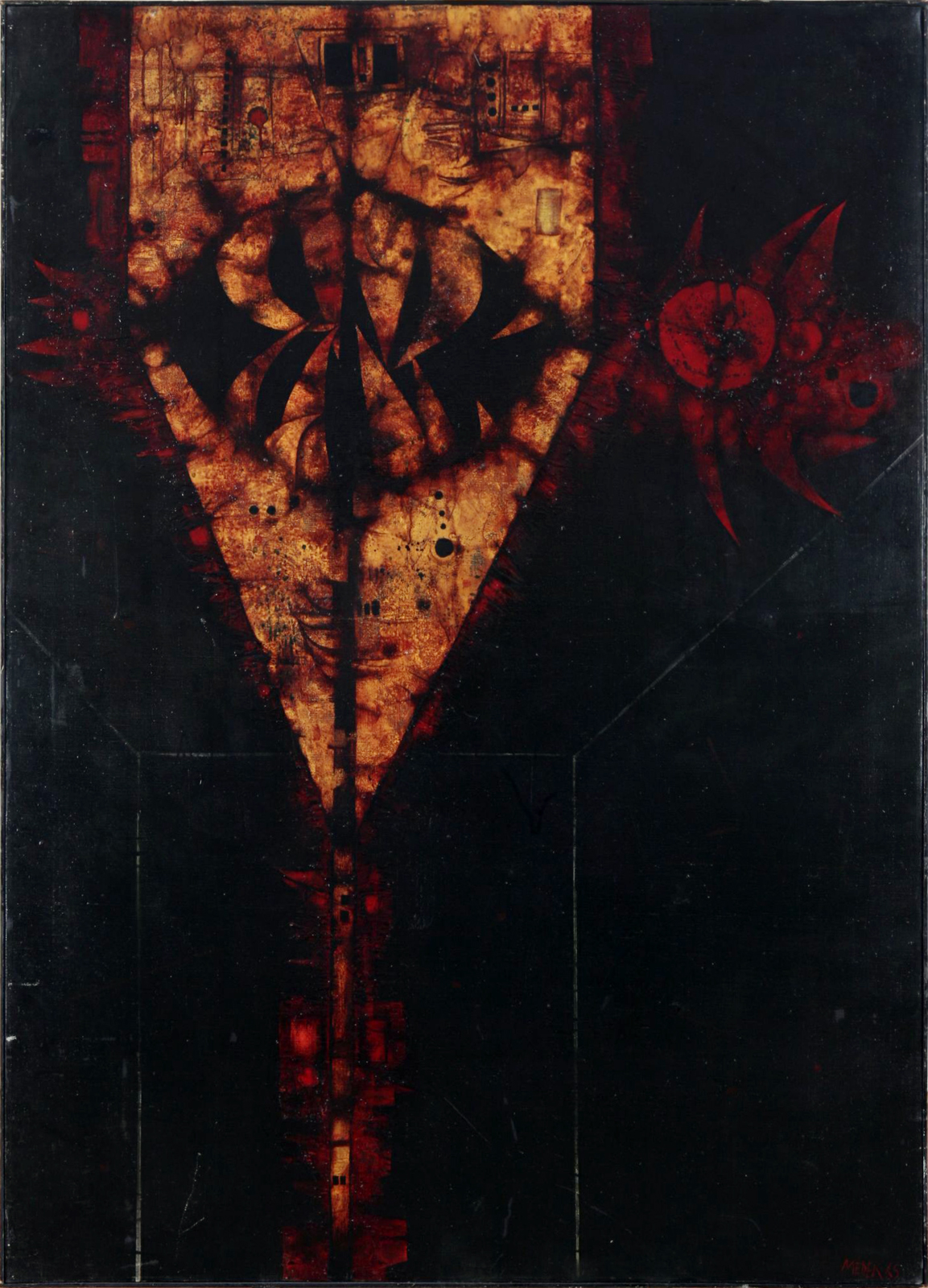
Mikuláš Medek, Žal IV. inkvizitora II, 1965

### Přehled výstav
Podrobně v Archivu umění:

## Spravované objekty

### Zámecká jízdárna v Hluboké nad Vltavou
Historická budova Zámecké jízdárny v Hluboké nad Vltavou byla postavena v letech 1845–1913 podle projektu významného vídeňského architekta Franze Beera. V době, kdy bylo nutné novogotickou stavbu rekonstruovat, byly její stáje i kočárovna přizpůsobeny pro život galerie. Zakázkou byl roku 1953 pověřený českobudějovický architekt Jaroslav Fidra. O tři roky později, v dubnu 1956, byly nově adaptované prostory otevřeny pro veřejnost.

### Mezinárodní muzeum keramiky
Od roku 1966 je toto muzeum umístěno v bývalém zámeckém pivovaru v Bechyni. Pořádají se zde mezinárodní keramická sympozia.

### Wortnerův dům
Pozdně goticky přestavěný objekt se staršími základy, zvaný Wortnerův nebo také Žižkův dům, se nalézá v centru Českých Budějovic. Od 1. ledna 1993 slouží galerii ke konání krátkodobých výstavních projektů, edukační činnosti i koncertům.

### Katalogy (výběr)
- Jiří Kropáček, Katalog Alšovy jihočeské galerie Hluboká nad Vltavou 1956
- Imaginativní malířství 1930-1950, 1964, Linhartová Věra , Šmejkal František, kat. 108 s., AJG v Hluboké nad Vltavou
- Jihočeská pozdní gotika 1450-1530, 1965, Homolka Jaromír a kol., kat. 365 s., AJG v Hluboké nad Vltavou
- Česká secese: Umění 1900, 1966, Kotalík Jiří , Poche Emanuel, kat. 323 s, AJG v Hluboké nad Vltavou, Moravská galerie v Brně
- České malířství a sochařství 1900-1980, Tetiva Vlastimil, kat. 214 s., AJG v Hluboké nad Vltavou 1981
- Česká kresba 20. století ze sbírek Alšovy jihočeské galerie, Tetiva Vlastimil, kat. 352 s., AJG v Hluboké nad Vltavou 1984
- České umění 20. století, Obrazy, plastiky, kresby, grafika: Přírůstky Alšovy jihočeské galérie za léta 1980 – 1985, Tetiva Vlastimil, kat. 453 s., AJG v Hluboké nad Vltavou 1987
- České zátiší 20. století, Tetiva Vlastimil, kat. 352 s., AJG v Hluboké nad Vltavou 1988
- České malířství a sochařství 2. poloviny 20. století ze sbírek Alšovy jihočeské galerie, Tetiva Vlastimil, kat. 238 s., AJG v Hluboké nad Vltavou 1991, ISBN 80-900633-0-6
- Skutečnost a iluze: Tendence českého radikálního realismu, Tetiva Vlastimil, kat. 169 s., AJG v Hluboké nad Vltavou 1993
- Theodor Pištěk, 1993, Chalupecký Jindřich a kol., kat. 140 s., AJG v Hluboké nad Vltavou, Galerie hlavního města Prahy
- Současná minulost: Česká postmoderní moderna 1960–2000, 2000, Tetiva Vlastimil, kat. 176 s., AJG v Hluboké nad Vltavou, ISBN 80-85857-37-5
- České umění XX. století 1. díl: Secese a symbolismus, Sursum, kubismus, proměny krajiny, Sdružení jihočeských výtvarníků, Aavantgardní sdružení Linie, nezobrazující tendence, artificialismus, surrealismus, 2003, Tetiva Vlastimil, kat. 217 s., AJG v Hluboké nad Vltavou, ISBN 80-85857-67-7
- České umění XX. století: 1940-1970, 2006, Tetiva Vlastimil, kat. 261 s., AJG v Hluboké nad Vltavou, ISBN 80-86952-01-0
- České umění XX. století: 1970-2007, 2007, Tetiva Vlastimil, kat. 326 s., AJG v Hluboké nad Vltavou, ISBN 978-80-86952-42-0